# コスプレ

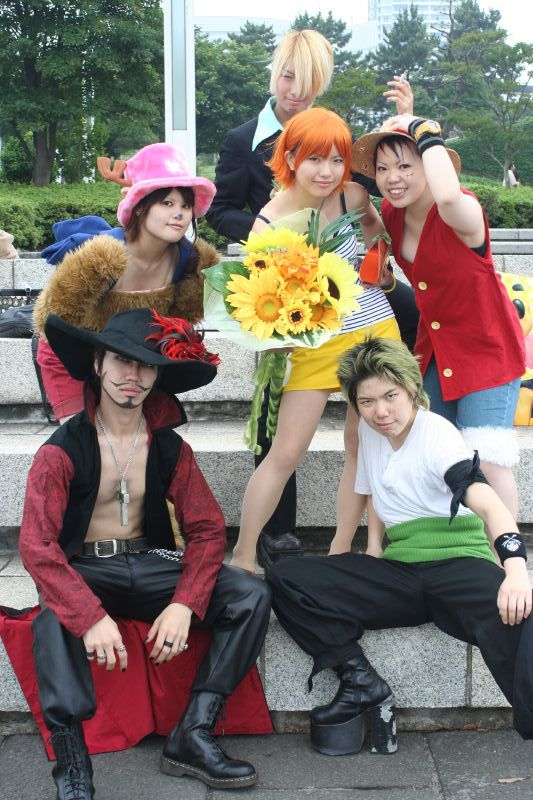
漫画キャラクターのコスプレの例 (ONE PIECE)

コスプレとは漫画やアニメ、ゲームなどの登場人物やキャラクターに扮する行為を指す。それらのジャンルの愛好者や同人サークルが集まるコミックマーケット、同人誌即売会を始めとする各種イベント、また、ビジュアル系バンドのライブ会場等で見かけられる。コスプレを行う人をコスプレイヤー (cosplayer) 、レイヤー(layer)と呼ばれる。
コスプレはコスチューム・プレイを語源とする和製英語だが、世界中で通用する単語であり、英語表記のcosplayは、イギリスのオックスフォード英語辞書に載っている英単語である。
コスプレはその歴史的な背景から、仮装と同一視されることがあるが、コスプレはハロウィンの仮装で一般的に使用される魔女やゾンビメイク等とは異なり、何らかの作品をモチーフにしたテーマが決まっている。ハロウィンの場合はその文化や象徴を反映した衣装（仮装）を目的としている。衣装の目的の他、仮装の場合はヘタウマにも似た「受け」の要素が多分に必要となり、センセーショナルな題材でいかに一目をひくかが第一目標となる。一方、コスプレの場合は前述の通り何らかの作品の特定のキャラクターを複製することを目的としている。したがって、そのキャラクターのコスチュームを着ている際には、キャラクターの感情や表情、仕草などを模倣している。仮装と同じ様に"見られる"ことに重点を置いているが「受け」を提供するよりは、キャラクターとの同化は人格にも反映しており、自己のナルシシズムを満たす願望の方が強いと言われている。
一方、近年は意味が拡大し、特定の職業で採用されている制服や特定の着衣を好む者が、その衣装を真似て作った服もしくは本物を着て、自らの意志でそのキャラクターになりきることもコスプレと呼ぶことがある。しかし、狭義のコスプレに限るべしとの意見もある。
Verified Market Reportsによると、コスプレコスチューム市場の規模はコンベンションイベント、コミュニケーション、衣裳メーカーなど合わせ2023年に345億米ドルに達すると評価された。矢野経済研究所の調査では2022年の関連市場規模は約270億円。

## 歴史

### 人々が仮装する文化の始まり
人々が仮装を行い後世においても広く人々に浸透した文化の最初の例として、15世紀のイタリアで興った仮面舞踏会が挙げられる。当初は上流階級のみで行われていた舞踏会の一種であったが、後に身分を問わずヨーロッパ全土にまで浸透した。16世紀には仮面劇にも発展し、人々の娯楽の一つとして定着していった。
また17世紀より、元々ケルト人の文化であったハロウィンにおいてスコットランドやアイルランドを中心に仮装する風習が文献の中で見られ始める。その風習がキリスト教圏内で広がりを見せ、アメリカ合衆国においても19世紀には伝わってるも、記録として初めて登場するのは1911年にオンタリオ州キングストンで発行される新聞にて見られる。ただし、1930年代まではハロウィンでの仮装は主に子供向けの文化であった。
日本では、江戸時代に流行した集団参詣や民衆踊りの際に仮装を伴うものが多く見られた。また、江戸時代の京都では、人気芸妓が歴史上の人物や物語の登場人物に扮して祇園などを練り歩き、途中で馴染み客から「所望！」という呼び声が掛かると、立ち止まって役にちなんだ舞を披露する「ねりもの」と呼ばれる仮装行列があり、現在のコスプレ写真のように、個々の仮装姿が浮世絵に描かれ人気を集めた。

### コスチュームショーとしての興り

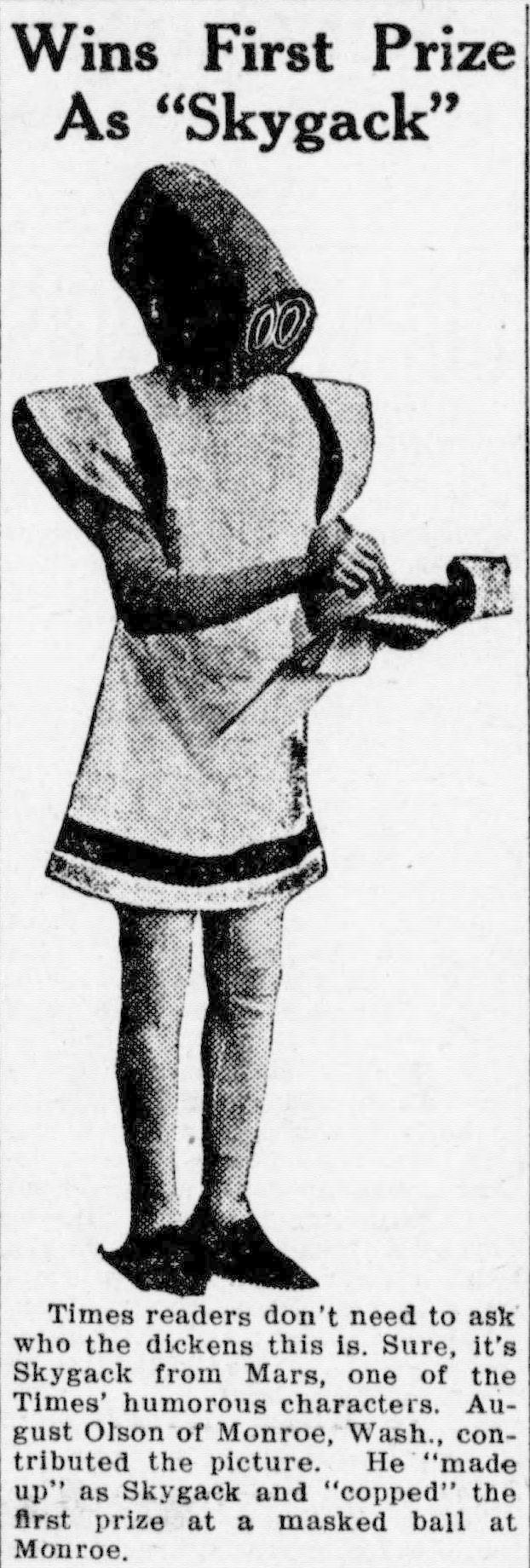
コスチュームショーとして初の受賞作品であるMr.Skygack From Marsのスカイギャック。（写真は1912年5月24日タコマタイムズより）

記録として残るコスチュームショーとして最初の受賞は1912年5月24日ワシントン州にて開催された「仮面舞踏会（Masquarede Ball）」で、氏名不詳の女性によるコスプレであったと伝わる。題材となったものは1908年より描かれた「Mr.Skygack From Mars（火星から来たスカイギャック）」というアメリカンコミックの主人公・スカイギャックである。この報道は当時存在した地元紙であるタコマタイムズが伝えた。
1939年より世界SF大会が開催され、第1回大会ではコスプレ大会は行われずこの時にはフォレスト・J・アッカーマンとマートル・R・ダグラスの2名だけがコスプレ参加者だったと伝わる。題材としたものはハーバート・ジョージ・ウェルズが1933年に執筆し1936年に映画化されたSF作品The Shape of Things to Come（映画ではThings to Come。和名「世界はこうなる」）であった。
第2回大会よりコスプレ大会（当時はまだ"The Masquarade"と呼ばれている）が開催された。優勝者はフラッシュ・ゴードンの悪役であるミン皇帝のコスプレであった。
1950年代に入るとハロウィンの文化にも変化を及ぼし始め、世界SF大会参加者でなくとも成人した男女を問わず仮装を行う風習が芽生え始めた。1960年代に入るとコミコンの前身となるアカデミーコン（Academy of Comic-Book Fans and Collectors（ACBFC））が開催され始める。コスプレ参加者の中には後にマーベル・コミックの編集長となるロイ・トーマスの姿もあった。
第二次世界大戦後、日本においてもアメリカで主に開かれる世界SF大会の影響を強く受けた日本SF大会で1960年代末から1970年代に既にコスチューム・ショーとしてプログラムの中に取り入れられていた。日本SF大会におけるコスプレは、1974年の京都大会からショウアップが行われて翌年から定着したとされる。1977年の神戸での全国アニメーション総会では、『太陽の王子 ホルスの大冒険』のヒルダのコスプレをする者が現れた。
1978年に神奈川県芦ノ湖で開催された第17回日本SF大会の仮装パーティーに於いて、当時はファンの一人だったSF評論家の小谷真理やひかわ玲子らで構成されたファンタジーサークル「ローレリアス」が、エドガー・ライス・バローズの『火星の秘密兵器』（創元SF文庫）の表紙イラスト（武部本一郎によるもの）を真似た格好で参加。他の参加者がその姿を見てアニメ『海のトリトン』の仮装だと勘違いし、本人も強く否定しなかったことから、いつの間にかトリトンが日本のコスプレ第1号と言われるようになったとされる。その後も日本SF大会ではコスプレのコンテストが行われた。

### 「コスチュームプレイ」という和製英語の登場

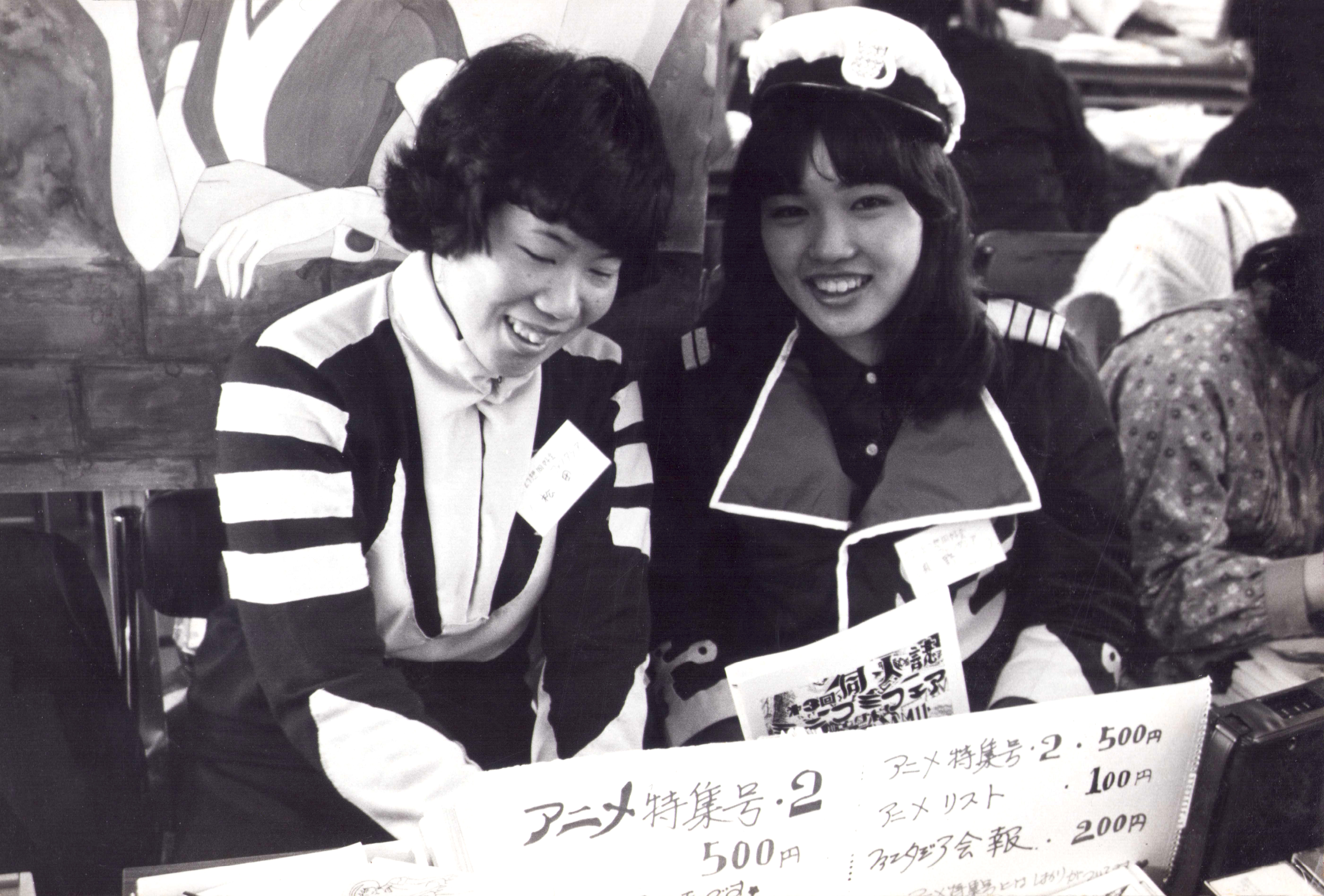
1978年のコミックマーケット（C8）に参加した初期コスプレイヤーの例（宇宙戦艦ヤマト）

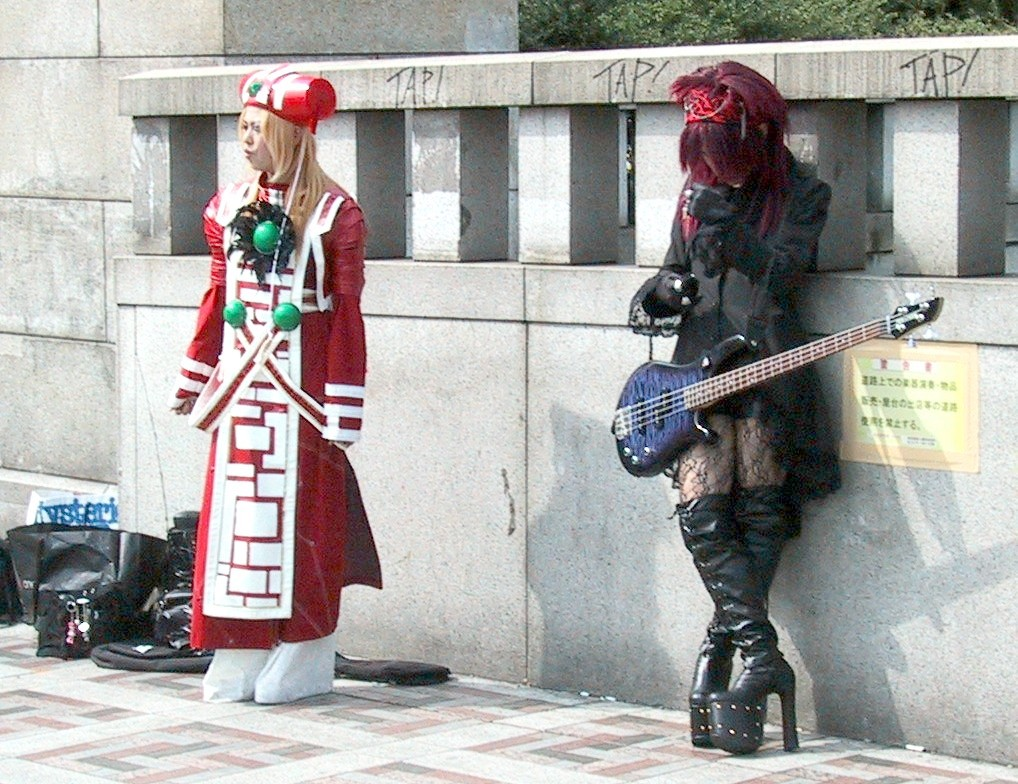
原宿にて

同人誌即売会等でもコスプレは行われており、漫画やアニメの扮装をすることをコスチュームプレイと呼ぶようになったのは、コミックマーケット（コミケット、コミケ）代表者の米澤嘉博を中心したメンバーだった。米澤は、元は少女マンガの同人作家やファンがコミケをお祭りの場として派手な格好をしていた中から、アニメのキャラクターの扮装をする者が現われ、徐々に増えていったとしている。
コスプレアイドルの先駆者的な存在になった漫画家・一本木蛮はプロデビュー前の1980年頃から『うる星やつら』のラムの衣装を自作、コミケ会場でコスプレをして注目を集めていた。アニメやマンガのコスプレが登場する以前のコミケでは、自分が愛好するロック系の衣装を身につけることも行われていたが、1977年になってコミケにアニメ『海のトリトン』の衣装をした少女が登場して注目を集め、その次の回には『科学忍者隊ガッチャマン』のコスプレが登場し、徐々に広まっていった。
日本のメディアでは、アニメ雑誌等が同人誌即売会に関連してコスプレを少しずつ取り上げ始めたが、特に大きく取り扱ったのは、ラポート発行の『ファンロード』1980年8月号（創刊号）で、同誌は、当時原宿を席巻していたタケノコ族を捩り、原宿にコスプレ集団「トミノコ族」が現われたとする「特集記事」を掲載した。「トミノコ」は『機動戦士ガンダム』の富野由悠季監督に由来するもので、記事には『機動戦士ガンダム』の登場人物やモビルスーツ・ガンダムの仮装をした人々が踊っている写真が掲載された。実際には、当時そのような風俗は存在せず、これは報道記事の体裁を採った映画宣伝企画だった。
しかし、翌年1981年2月22日、劇場版公開前に行われた「アニメ新世紀宣言」（サンライズ主催。新宿駅東口広場）の折には、ガンダムファンが1万人以上が集まり、ファンの中には自主的にキャラクターの衣装を制作して参加する者もみられた（永野護や川村万梨阿らなども参加していた）。
出版プロデューサーの高橋信之は、1983年、秋田書店「マイアニメ」に『コスチュームプレイ大作戦』の連載を開始したが、担当者の町山智浩から「コスチュームプレイ」は英語として正しくないとの指摘を受け、「コスプレ」という言葉を造語し、連載タイトルを『コスプレ大作戦』としたと述べている。翌1984年「週刊ヤングジャンプ」1984年11月23日号に掲載された江口寿史短編群『寿五郎ショウ』中の作品『素人勝ち抜き漫画合戦』に「コスプレ（※）だけには自信があります」と『うる星やつら』ラムのコスプレーヤーが発言、欄外に「※コスプレ→コスチュームプレイの略」と註が付されており、「コスチュームプレイ」や「コスプレ」という言葉の認知度がこの頃高まっていたことが窺える。
1985年になると、TBSがテレビ番組でコミケを取材して、多くのコスプレイヤーに取材を行った。テレビでは1989年になって、テレビ番組『はなきんデータランド』（テレビ朝日系、1989年 - 1995年）が、アニメランキング特集を行った際にコスプレランキングも発表していた。
1985年頃には、同人誌界で人気だった『キャプテン翼』のコスプレが、Tシャツの改造やユニフォームショップに注文するだけの手軽さから拡大する。同年結成されたアイドルグループ『おニャン子クラブ』の派生ユニット『うしろゆびさされ組』は、主題歌を担当した『ハイスクール!奇面組』のキャラクターの衣装を着て歌番組やコンサートに登場した。1986年からは集団で行うコスプレが発生したと言われ、同時期には、富士フイルムから発売された写ルンですの普及によりコスプレを撮影する人々が劇的に増加した。
一方、1988年頃から、同人誌即売会でのコスプレは混雑やマナー、過度な露出などの問題から、禁止とするイベントも増えていった。
アメリカでは、1970年代後半にSF映画『スター・ウォーズ』の人気によりコスプレはポピュラーとなり、日本のアニメ人気によりアメリカ全土で行われるようになったアニメコンベンションなどのイベントでは日本の漫画やアニメのキャラクターに扮する光景が見られるようになっている。そこでは従来の masquerade ではなく、和製英語由来の cosplay の名称で呼ばれている。

### 1990年代での発展

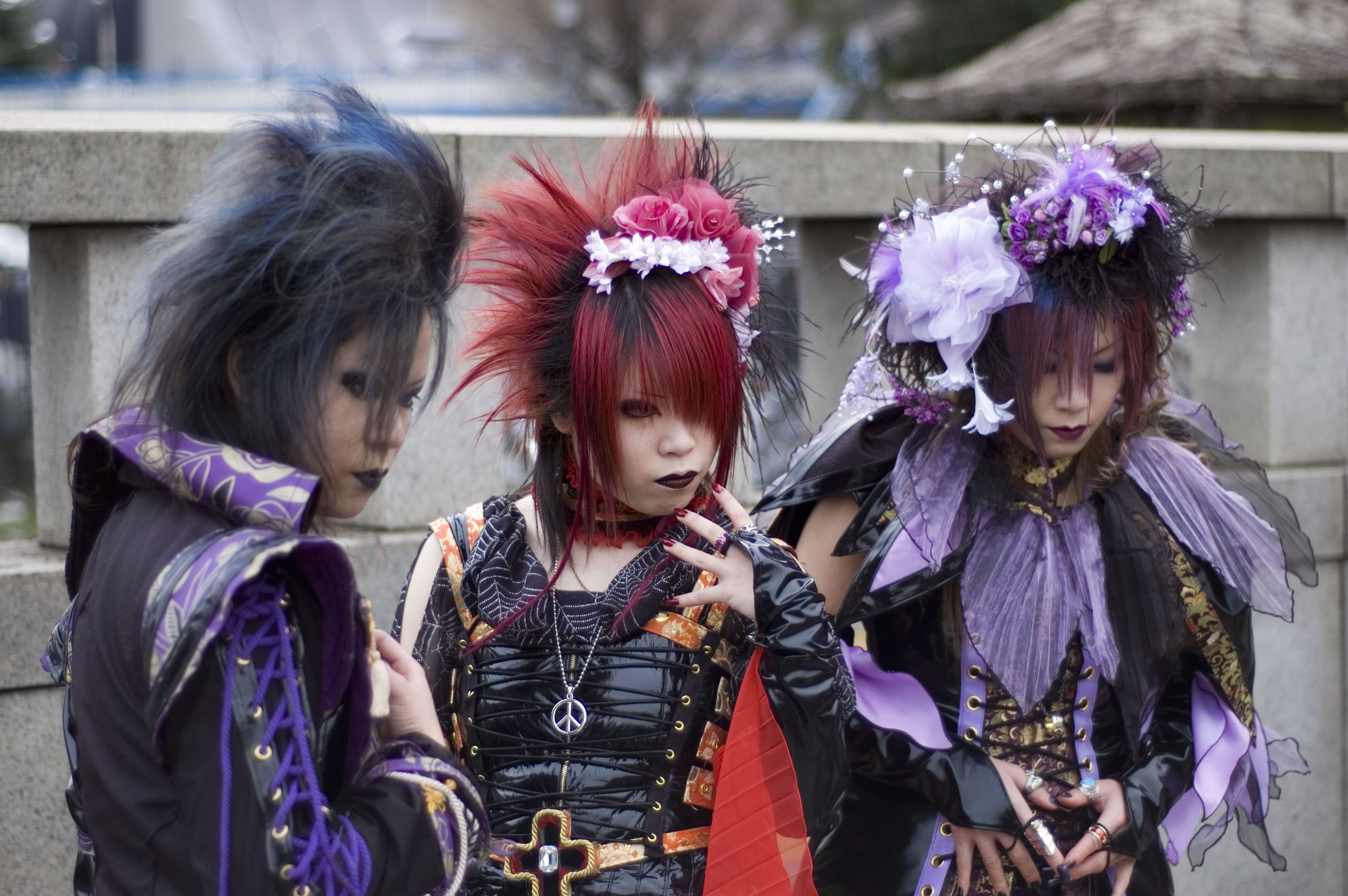
神宮橋でヴィジュアル系（2006年3月26日）

1990年代にコスプレの人口は増大し、コミケのコスプレイヤーは1991年には約200人、1994年に約6,000人、1997年には約8,000人を数えた。
この背景としていくつかの事象が重なる。まず、直接的な背景としてはアニメ『新世紀エヴァンゲリオン』の流行等でサブカルチャーに注目が集まるようになり、コスプレという用語・行為も普及したことが挙げられる。間接的な背景としては1990年代初頭のヴィジュアル系バンドブームであり、特に火付け役となったX JAPANを筆頭にファンによる凝ったコスプレが披露される傾向を見せ、この傾向は2007年の復活後にも少数ながら見ることができ、他のヴィジュアル系バンドのコスプレにおいても同様なファンが続いた。また、日本におけるハロウィンの定着もこの時期と重なる。1997年より東京ディズニーランドにおけるハロウィンイベントや、川崎市におけるカワサキハロウィン等のイベントが先駆けとなり、仮装する文化が定着する契機を作ることとなる。
これらを継続的な趣味として続ける者は「コスプレイヤー」と呼ばれるようになった。これらコスプレの定義は海外へも逆輸入されることとなり、昨今の世界的なコスプレイヤーの考え方として寄与する結果となった。
イベントについても、それまではコミックマーケットを始めとする同人誌即売会や、ワンダーフェスティバル、日本SF大会等において付随的に行われていた状態から、コスプレ単独のイベントも開催されるようになった。形式としては、コスプレをしてダンスミュージックやアニメソングに合わせて踊る「コスプレダンスパーティーや、コスプレイヤー同士が互いに交流や撮影を行ったり、アマチュアカメラマン（カメラ小僧）に撮影の場を提供する撮影会などが流行した。
イベント会場は、東京ファッションタウン（TFTホール）や大田区産業プラザ（PiO）といった各種展示会場等が使われるが、ダンスパーティー形式ではディスコやクラブ等が使われることもある。また、後楽園ゆうえんち（現東京ドームシティアトラクションズ）がハロウィンの仮装イベントとして始めたコスプレイベントが切っ掛けとなって、各種遊園地やテーマパークでもイベントが行われるようになった。これとは別に、「東京ゲームショウ」や「キャラフェス」、「DreamParty」等といったコスプレが可能な展示会等の各種イベントも開催されるようになっている。「コスチュームカフェ」と呼ばれる制服専門の同人誌即売会・コスプレイベントや、特定のジャンルのコスプレに限定したイベントも開催された。
同人誌即売会やコスプレイベント情報を集めた情報誌が同人誌として発売され、インターネットの普及以後は情報サイトも登場した。コスプレ専門のムック・雑誌もこの時期より発行されるようになる。
同時期より商業資本もコスプレに着目するようになり、従来コスプレ衣装はコスプレイヤーによる自家製によるものしかなかったが、それらを既製服として製作・販売する業者「コスチュームパラダイス」（現・コスパ）が現れた。これは製作者の技術に出来が左右される自家製の物に対して、一定レベル以上の品質を保っていたために人気を集め、ブランドを確立している。コスパの成功以後、こうしたコスプレ衣装製作業社が増えたことで市場は拡大していった。設立当時のコスパを支えたのはときめきメモリアル、キングオブファイターズ、セーラームーン、エヴァンゲリオンだったという。
性風俗業界では1990年代末頃からになると、アダルトグッズによるメイドやレースクイーン、セーラー服やブレザーなどが販売されるようになり、これらの衣装の貸し出しや販売するラブホテルが多く見られるようになり、あるいは店員がコスプレ衣装を着用してサービスを提供するコスプレ系飲食店やイメージクラブも登場した（性的ロールプレイ）。また、AV女優がアニメやゲームキャラの衣装を着用して登場するアダルトビデオ等も販売されるようになる。

### インターネットの普及とコスプレ

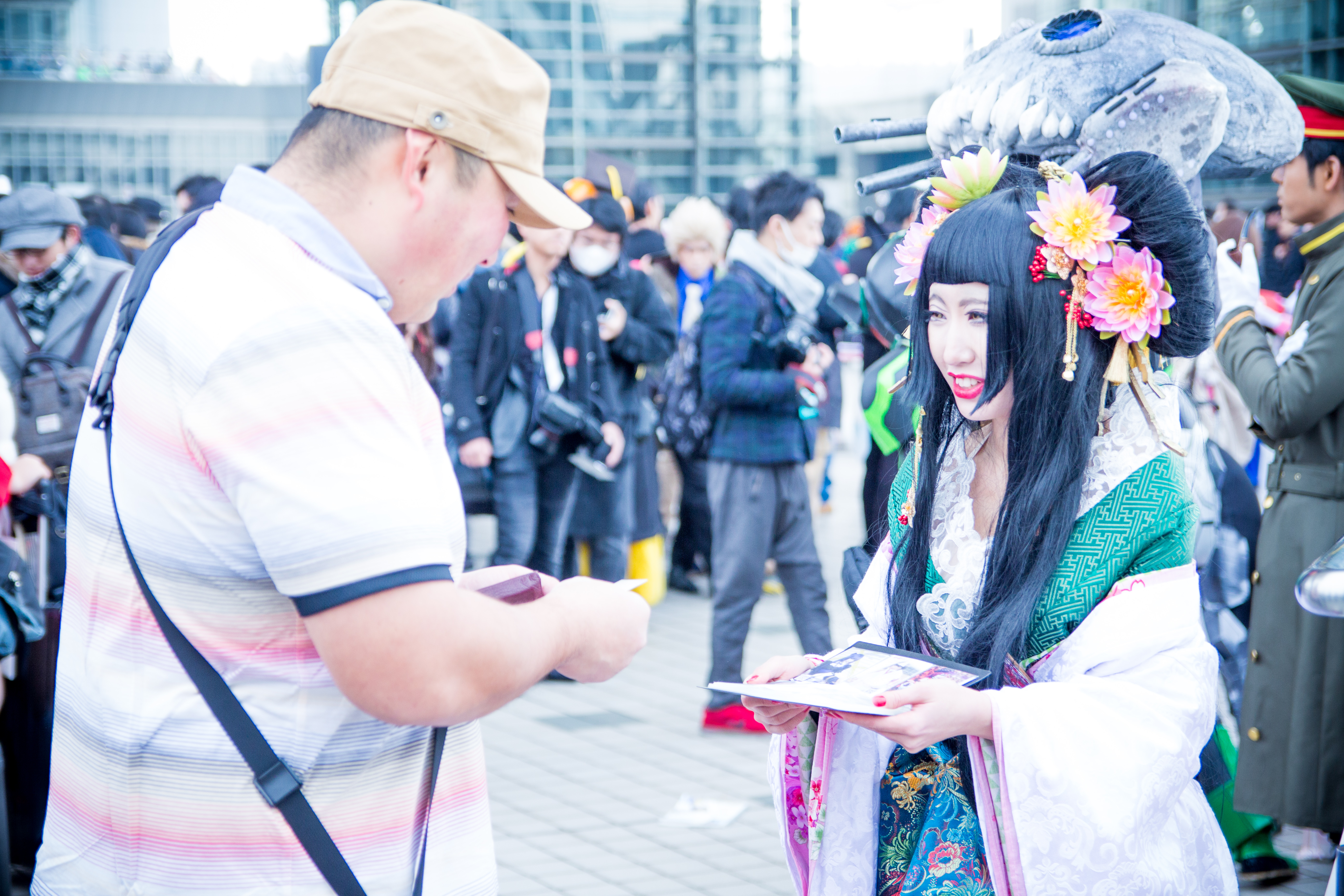
カメラマンとコスプレイヤーが名刺を交換している。

2000年代以降になると、インターネットの普及でコスプレイヤー各自がホームページを作成するようになり、ネットアイドル的要素を包含するようになる。さらには自主制作・同人レベルでコスプレ写真集やCD-ROM写真集を作成、同人誌や同人ソフトとしてコミックマーケット等で直接、もしくは同人誌専門店を通じて頒布するコスプレイヤーやカメラマンも出るようになった。
また、Japan Expoの開催など日本製のアニメやゲーム等のコンテンツが海外で取り上げられるようになり、年を重ねるごとに日本の作品が海外でも認知される土壌を作った。
撮影の場は各種イベントだけではなく、コスプレイヤーやカメラマンが自主的に主催する個人撮影会、イベント会社やモデル事務所がコスプレイヤーと契約する形で、写真撮影会が行われることもある。秋葉原の歩行者天国でコスプレ系飲食店や各種ゲーム等の宣伝活動を行っている店員やコスプレイヤーを撮影する事例もある。
アニメやゲーム等の宣伝要員として、人気のあるコスプレイヤーを「公式コスプレイヤー」として起用する例や、もとは無名でも、公式コスプレイヤーになったことで知名度を高めた例もある。公式HPのコンテンツとして、コスプレ衣装の紹介と通信販売へのリンクを貼る例もある。
中には芸能事務所に所属し、タレントや俳優（AV女優含む）、イベントコンパニオンやレースクイーン、キャンペーンガール、ファッションモデルを始めとするとするモデル業、声優等として活動する者おり、アイドルやタレント、声優等がイベントやプロモーション、グラビア写真上でコスプレをする事例もあり、コスプレが趣味であることを公言する者も居る。また反対にコスプレイヤーとして有名になった人物がアイドル、タレント等としてデビューする例もある。(バンドメンバーが全員コスプレをしているPsycho le Cemuや有名コスプレイヤーを集めて結成されたパナシェ!や既存のアイドルグループにてコスプレイヤーがデビューした虹色幻想曲 〜プリズム・ファンタジア〜、初期メンバーにコスプレイヤーを加入させたでんぱ組.incなども見られる。日本初のプロコスプレイヤーはえなことされる。命名者は週刊ヤングジャンプ編集部の池永亘。
SNSの登場もコスプレを世界的に発信する展開に寄与したといっても過言ではなく、自撮りや撮影された写真を自らが投稿し発信する文化は昨今においても根付いている。

### 広がりを見せるコスプレ
2003年からはテレビ愛知（テレビ東京系）が主催となって、名古屋市内を会場とし、世界各地の著名なコスプレイヤーを日本に招いて「世界コスプレサミット」を開催するようになった。コスプレサミットは2005年は名古屋市内だけではなく愛・地球博会場でも行われ、ネット関連でライブドア（世界最大のコスプレコミュニティサイト「Cure」を傘下に持つ）の協力を得ており、2006年は大須夏まつりにて開催され、外務省・国土交通省の後援を得るなど、年を追うごとに大規模化している。2005年は欧米と中国の6国で、2006年には更にタイやブラジルでも予選が行われている。
2007年8月には衣装製作会社などが非営利法人「日本コスチューム協会」の設立準備委員会を発足、参加企業を募った上で、年内に正式に協会を発足すると発表した。同協会では日本のコスチューム文化の啓蒙や健全な発展を目的とし、定期的なイベントやコンテストの開催、SNSサイトなどを通じてのコスプレイヤーやコスプレファンの情報交換の場の提供、コスチューム製品の品質維持・消費者保護体制の確立・市場統計調査、PR活動・認知活動などを行っていくとしている。
2014年3月21日、第1回acosta!がサンシャインシティで開催され、のちに池袋がコスプレの聖地となる。
一方、水商売などの風俗店においても、2010年代後半になるとアニソンバーの登場により店舗の中でアニメやゲーム作品のキャラクターを題材にしたコスプレを行いながら接客を行う店舗が見られるようになり、分野を問わずコスプレに関連した事業の広がりを見せている。 
コスプレ専門誌としては『COSMODE』（インフォレスト）、『電撃Layers』（メディアワークス）、『CosCure』（livedoor Cure・双葉社）ほか多数存在していたが出版不況の影響で休廃刊が相次ぎ、2023年現在では様々な経緯を経て『COSPLAY MODE』（シムサム・メディア）がファッション雑誌として唯一販売されている。

### コロナ禍による影響
2020年から新型コロナウイルス感染症の拡大で世界的にイベントの開催中止・延期・縮小が相次いだ。日本では日本橋ストリートフェスタ、コミックマーケット98、ホココス、世界コスプレサミット2020など、国や自治体から開催中止を通告したこともあり、大規模なコスプレイベントが相次いで開催中止となった。感染症拡大防止の観点から貸し出せない会場が出たり、果ては開催終了、もしくは無期限で開催を休止しているコスプレイベントも出た。そんな中、池袋を中心に活動を続けるacosta!側はクラウドファンディングを実行し、参加人数制限や完全前売り制にするなど規模を縮小しながら早期に開催が再開された。制限が解除するまではチケットは即日完売が続き、池袋はコスプレの聖地として認知されるようになっていく。
2023年にコロナ規制が大幅に緩和されて以降、休止していた東京ドームシティでのコスプレイベントや日本橋ストリートフェスタが再開されるなどあり、コロナ禍以前の状況に戻りつつある。
2025年2月20日、1990年代からコスプレ博を主催し、コミックマーケットと同日に開催された「となりでコスプレ博」などを開催していたC-NET取締役社長の福島靖史が逝去（満59歳没）。

## 日本におけるコスプレ

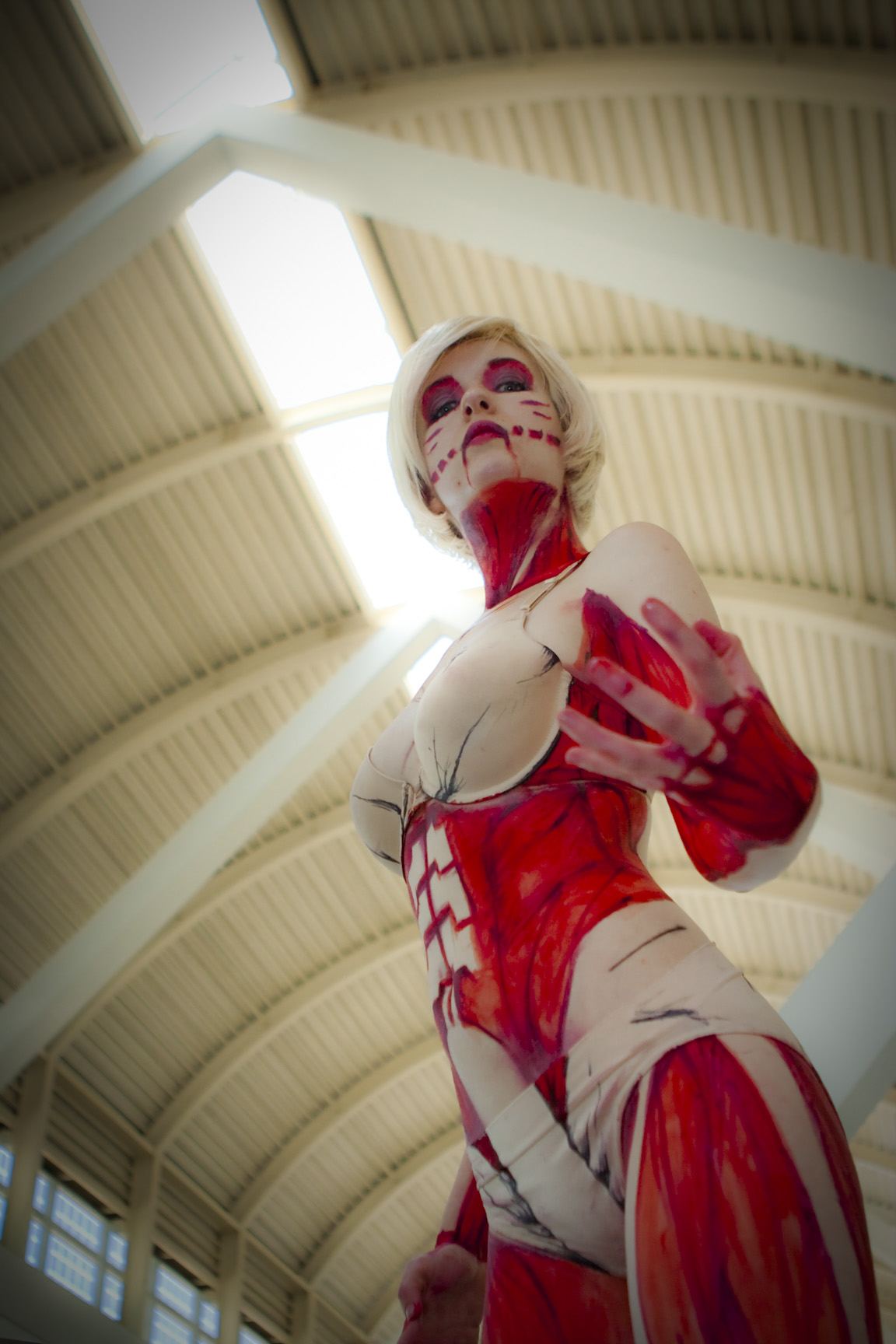
進撃の巨人に登場する女型の巨人に扮した女性コスプレイヤー。ただし、このコスプレは下着を着用の上でのボディペインティングであり、日本では禁止事項の対象となる可能性が高く注意が必要である。
（※：写真は2015年アニメ・エキスポにて）

日本においては、風紀的な問題からイベントや会場と無関係な場所をコスプレをしたまま歩くことはしばしば問題視される。したがって、日本においてはコスプレをしたままでの来場や帰宅をしたり、更衣室と指定されていない場所での着替えやメイクを行うことはマナー違反とされ、イベントによっては禁止事項とされている所も多い。また、会場や主催者によっては極端に肌を露出する衣装を男装・女装共に禁止している場合もある。男性による女装については審美性の観点から特別な規定が設けられることがある。更には、版権元が制定した公式ガイドラインによって、キャラクターの価値を毀損するようなコスプレが禁止されることがある。
防犯・安全上の理由からモデルガン、模造刀、鋭利な装飾など武器を連想させるものの持込を禁止したり、模造刀の所持は認められるも抜刀を禁止することもある。中には棒を始めとする全長の長い物などの持込が禁止されることもある。イベントによっては他の一般人や観光客から見た観点から血糊や部位欠損などグロテスクな表現を禁止しているものもある。

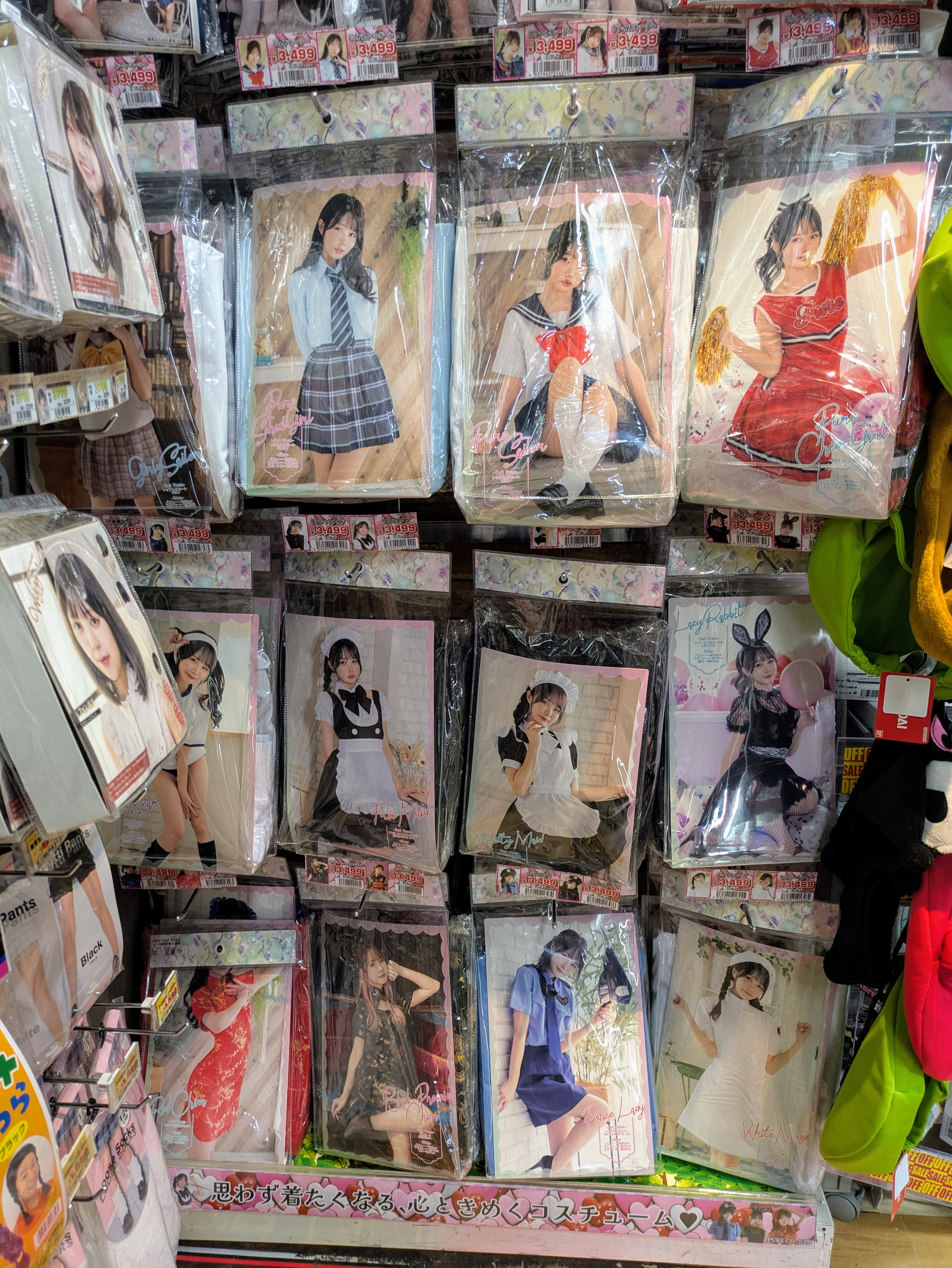
東京都新宿区のコスチューム売り場（2025年撮影）

前述のようにもともとは性的ロールプレイを行うアダルトグッズとしてセーラー服、チャイナ服、メイド服など各職業系バラエティ衣装も専門店で販売されたが、コスプレの一般化により大型量販店でも扱うようになり、2010年代より大手コスチュームメーカーも市場に参入。パーティーグッズとして容易に手に入る状況となっている。一方でハイエンドコスチュームブランドでは著作権元に許諾を取った製品を販売し、既製品マーケットを確立。性別や年代を超えたコミュニケーションアイテムとして展開している。
一般的に日本におけるコスプレを行う場所や傾向は次の様に大別される。

### 同人誌即売会とコスプレイベント
コミックマーケットを代表とする同人誌即売会において、規模の大小を問わずコスプレイヤーの参加が見受けられる。したがって、同人誌即売会主催側もコスプレイヤー側に対する規則や規約を作成し、これに準じて同意することで参加を行う。
コスプレを主体とするイベントでも規則や規約に関して同様であり、同じくコスプレイヤー側は規約への同意が必要となる。これらのイベントでは同時に行動可能範囲と撮影可能範囲が明確に記載され、コスプレをしたまま立ち寄ったり通過したりすることはできるが、自撮りも含めて撮影が禁止されているエリアもあるため、注意が必要である。

### 個人主催のコスプレイベント
個人主催は主にコスプレイヤーが題材とする作品を明確に設定し、その作品の愛好家で同じ作品のコスプレが可能な人を募って行うイベントであり、通称「併せ（あわせ）イベント」と呼ばれる。イベントによっては作品のキャラクターごとに参加者が被らないように制限したものや、同一のキャラクターのみで集まるイベントも存在する。SNSの普及により多くなりつつあるイベント形式である。ファンミーティングや交流会としての側面を持ち、主催者はイベントを開催する場所の設定から行い、開催に伴う費用までも計算する。撮影も伴うためにコスプレイヤーの人脈からカメラマンの調達を行う場合も多い。最終的には個人主催イベントに参加するコスプレイヤーで割り勘が行われる。個人が主催するため、規則や規約は使用する場所に準拠している場合が多い。

### 撮影スタジオにおけるコスプレ

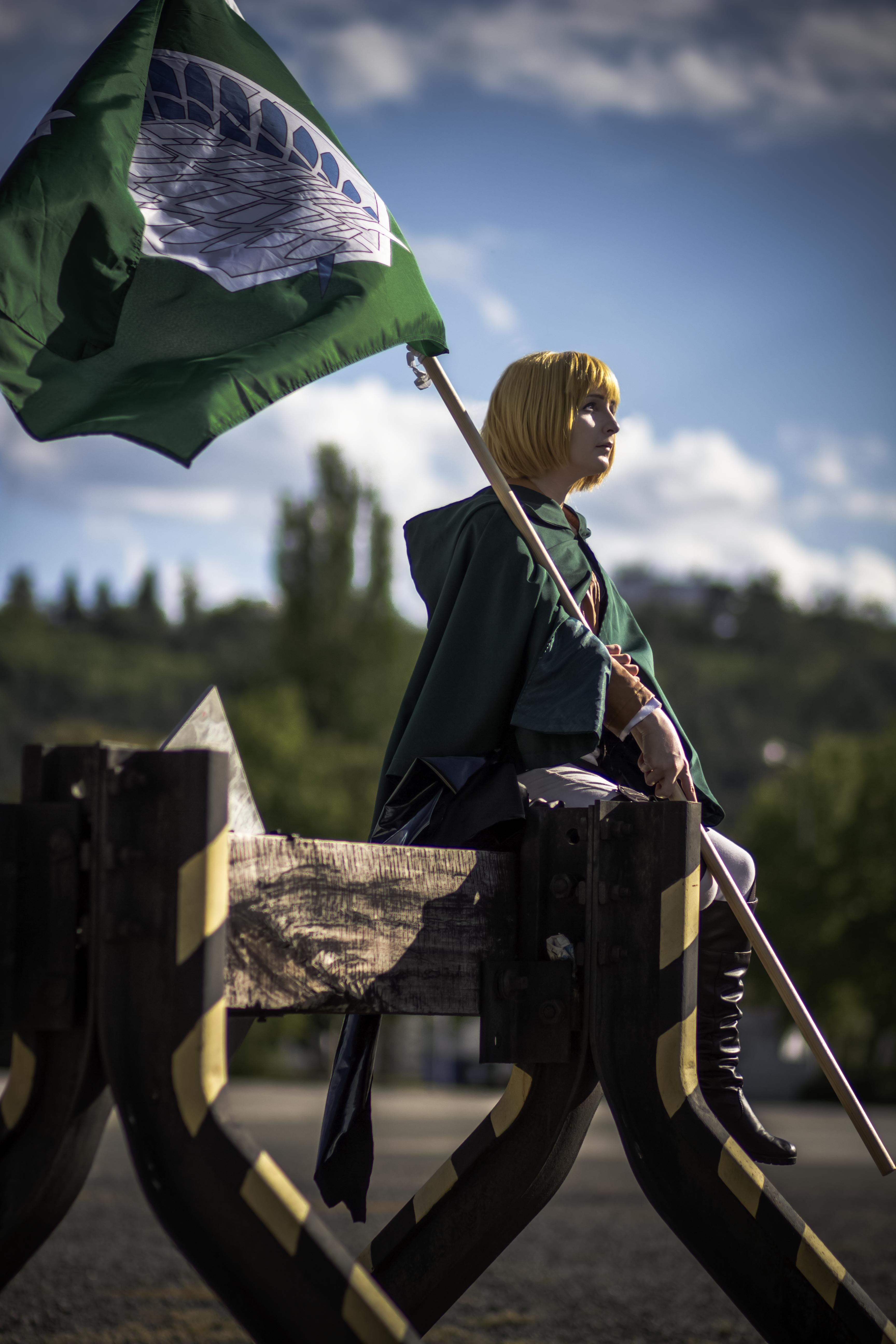
進撃の巨人に登場するアルミン・アルレルトに扮する女性コスプレイヤー。屋外の利点やロケーションを活かした撮影が行われている。
（※：写真は2014年チェコ共和国ブルノにて）

コスプレイヤーによってはスタジオを用いてコスプレを行う場合もある。かつてはコスプレでの撮影を禁止するスタジオも多かったが、昨今においては需要の増加によりスタジオ側も寛容となり、コスプレによる撮影を許可するスタジオが増加した。また、コスプレ専用と謳うスタジオもある。基本的にシェアスタジオであり貸し切りでない限りは複数名の個人及び団体が同一のスタジオを使用する。コスプレ専用スタジオの多くはブース分けになっており、様々なモチーフとなる作品に合わせた背景や家具が設置されている。

### 公共の場所や私有地を利用したコスプレ
コスプレイヤー個人または団体が公共の場所や私有地を利用して撮影する場合もある。この場合、その土地や家屋を所有する自治体や個人に使用許可を取る必要がある。
利用する場所によっては、それに伴う料金が発生する。また、一般客も入場する可能性がある施設ではコスプレを行う際の配慮も当然ながら行わなければならないのがマナーとされる。
マナー無視や問題行為となった結果、代表的な例として屋外型博物館である博物館明治村において行われた行為が問題となり、以降のコスプレ撮影を規制したり、千葉県立房総のむらの様に一時的にコスプレ禁止の措置にまで発展した事例もある。

### 法律との関わり
創作性のある表現にあたる独特な衣装は著作権法による保護の対象になるが、私的使用の範囲内であれば複製権ないし翻案権の制限により、権利者に無断で使用することができるとされる。また、商業上の行為を目的として権利者の許諾を得ることなくコスプレ衣装等を製作する場合、商標法や不正競争防止法に抵触することも考えられる。
軍服ないしは自衛隊の制服などについて軽犯罪法第一条十五号違反になるとして禁止するイベントもある。
また、警察官・警備員・看護師など、人命救助に携わる職業のコスプレも、緊急時に本職との区別が付かなくなってしまうため禁止される場合がある。
また、盗撮や肖像権侵害を防ぐ意味から、開催当日もしくは事前申込という形で参加登録を義務付けるイベントがあるほか、主催者によっては特殊なカメラやレンズ、撮影機材に制限を設ける場合もある。

## 世界各国でのコスプレ

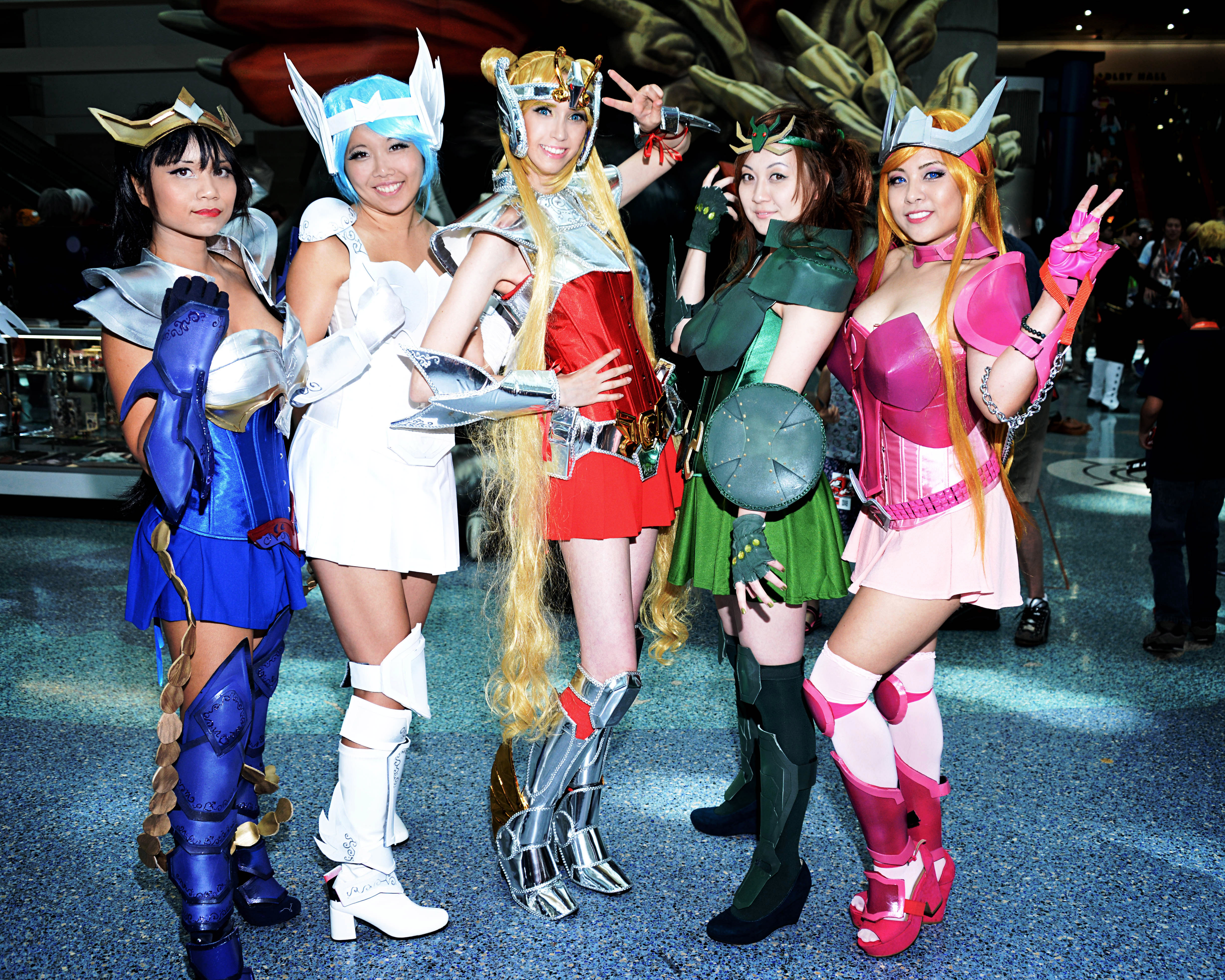
聖闘士星矢の聖衣を着た美少女戦士セーラームーンのコスプレ、アニメ・エキスポ

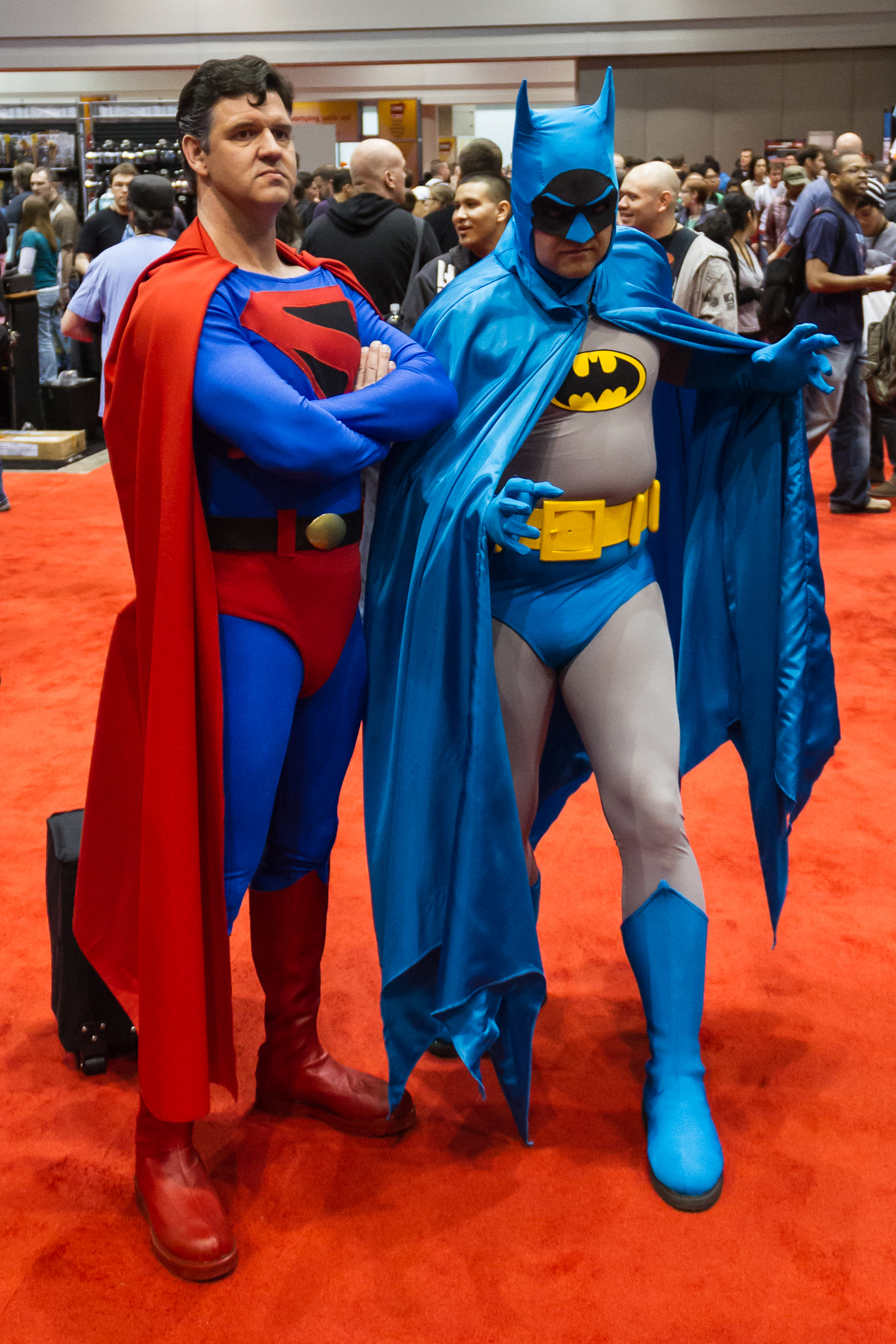
スーパーマンとバットマンのコスプレ

欧米諸国を始め、東アジア諸国では韓国・中国・台湾・香港・東南アジア諸国等でコスプレを行う層が増えている。
世界コスプレサミットなどにおける各国での予選会場の中には、日本人から見ると想像もつかないほどの盛り上がりとなっているところもある。それには、日本人のコスプレに対するイメージが「オタクがやるもの」に対して、世界各国のコスプレに対するイメージが「何かになりきってみんなで騒ぐのは最高」という、コスプレに対するイメージの違いが大きいとする意見がある。
各種のアニメコンベンションでは日本発祥の作品のコスプレも行われる。イタリアの古都ルッカにおいても、1965年に始まったヨーロッパ最古の漫画イベント「ルッカコミックス&ゲームズ」でコスプレが行われている。
中国では、日本の漫画やアニメを愛好する者によるコスプレ（角色扮演）が行われる。中国政府は危機意識やビジネスチャンスなどを踏まえた上で、国家事業としてコスプレイベントの全国大会である角色扮演嘉年華（コスプレカーニバル）を毎年主催している。中国には様々な題材で仮装して劇を行う文化があり、角色扮演は同好会を作って数人でキャラクターに扮し、寸劇を行うことを意味している。台湾や韓国等でも同人誌即売会やイベントが開催され、日本作品のコスプレも行われている。

世界各国でのコスプレ
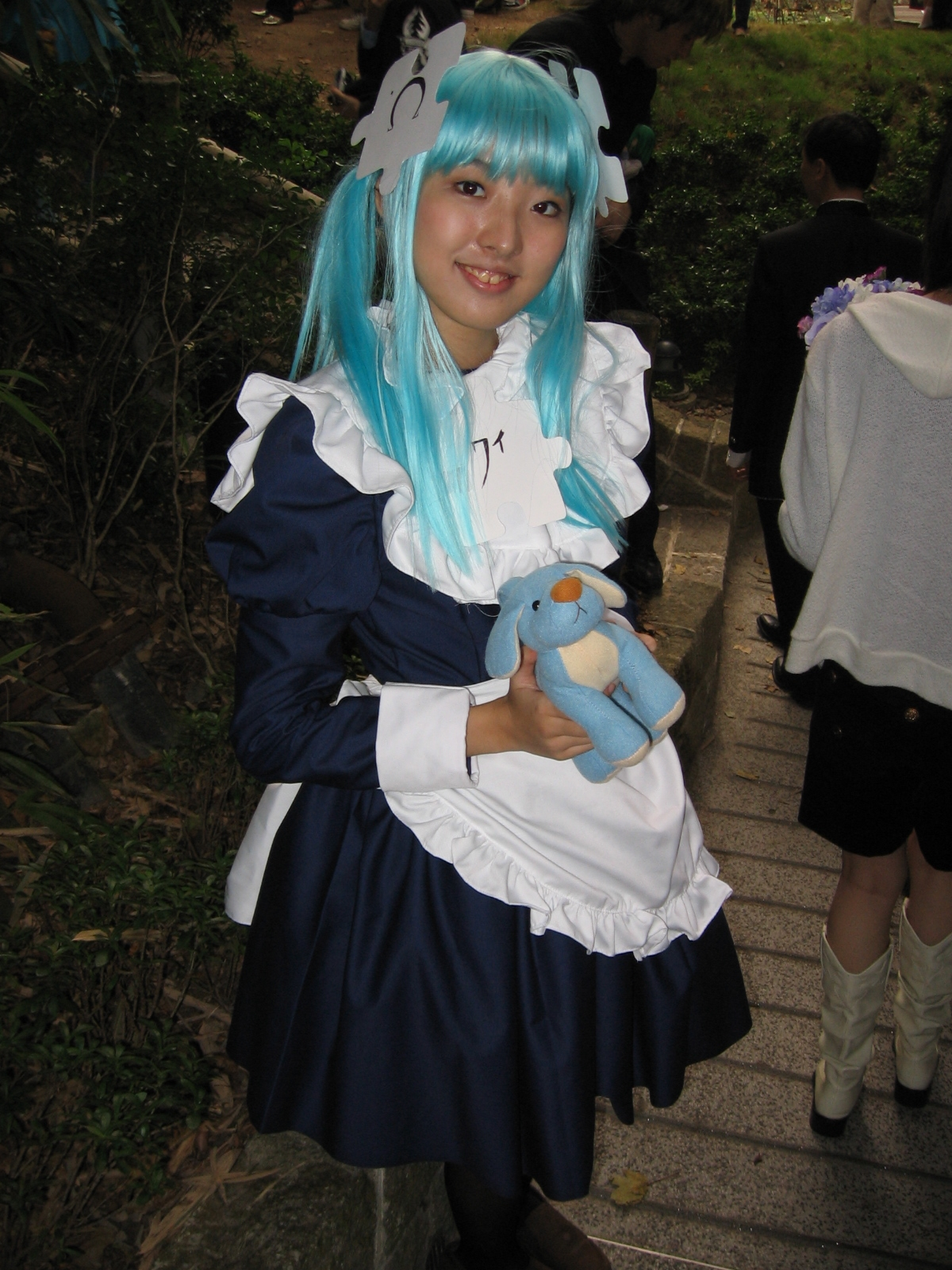
ウィキペたんのコスプレ（香港）
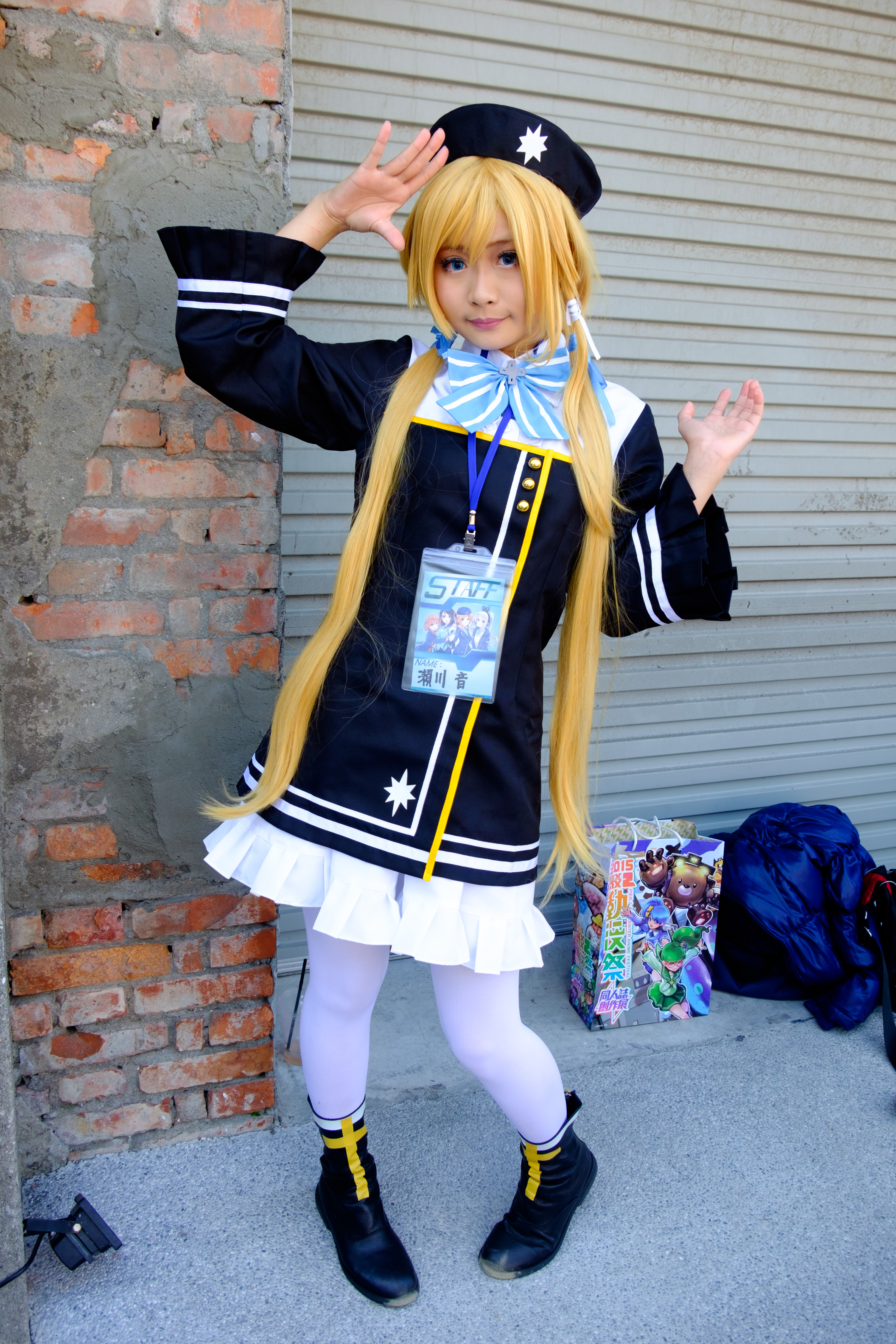
迷路小瑪のコスプレ（台湾の万金聖母聖殿のキャラクター）
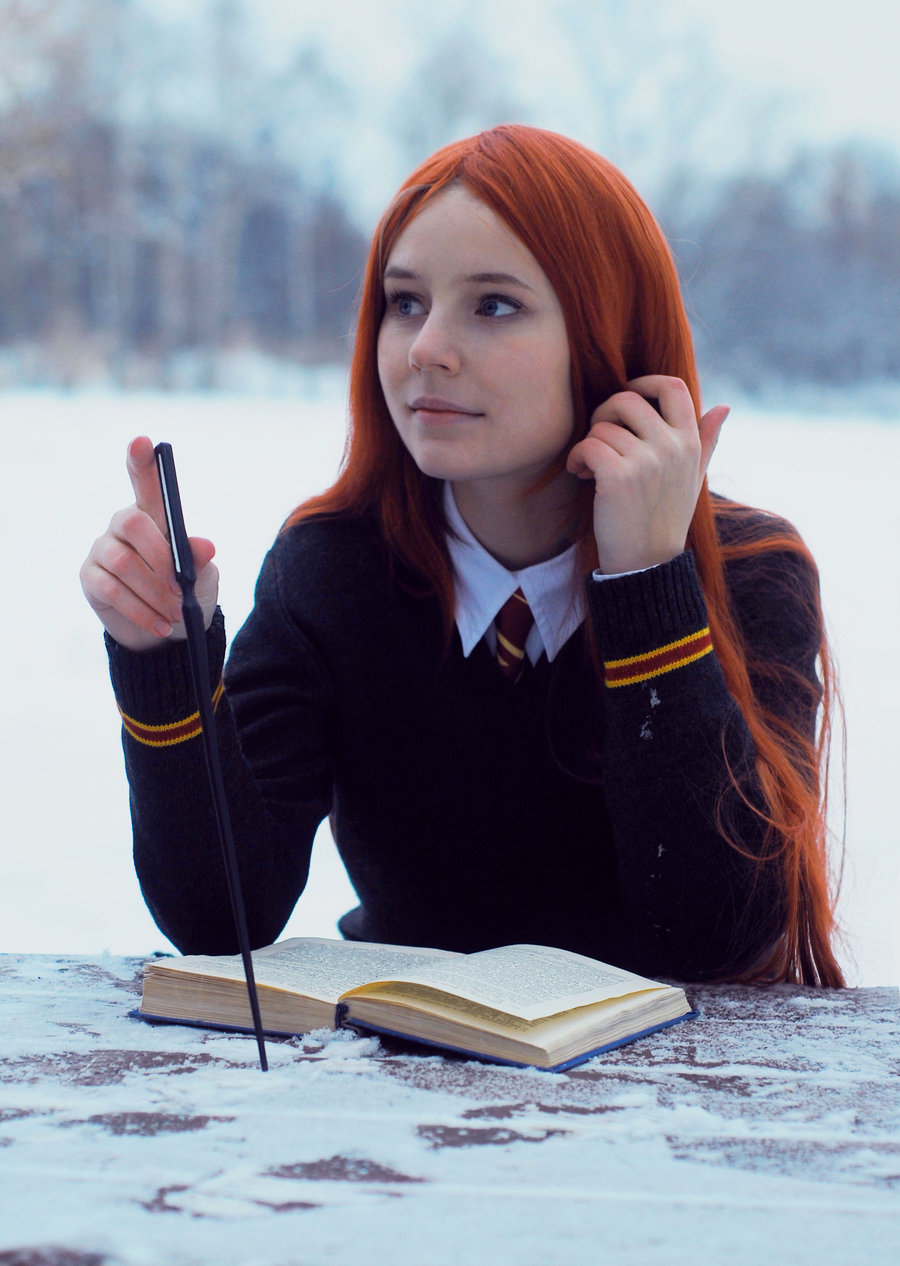
ジニー・ウィーズリーのコスプレ、ハリーポッター
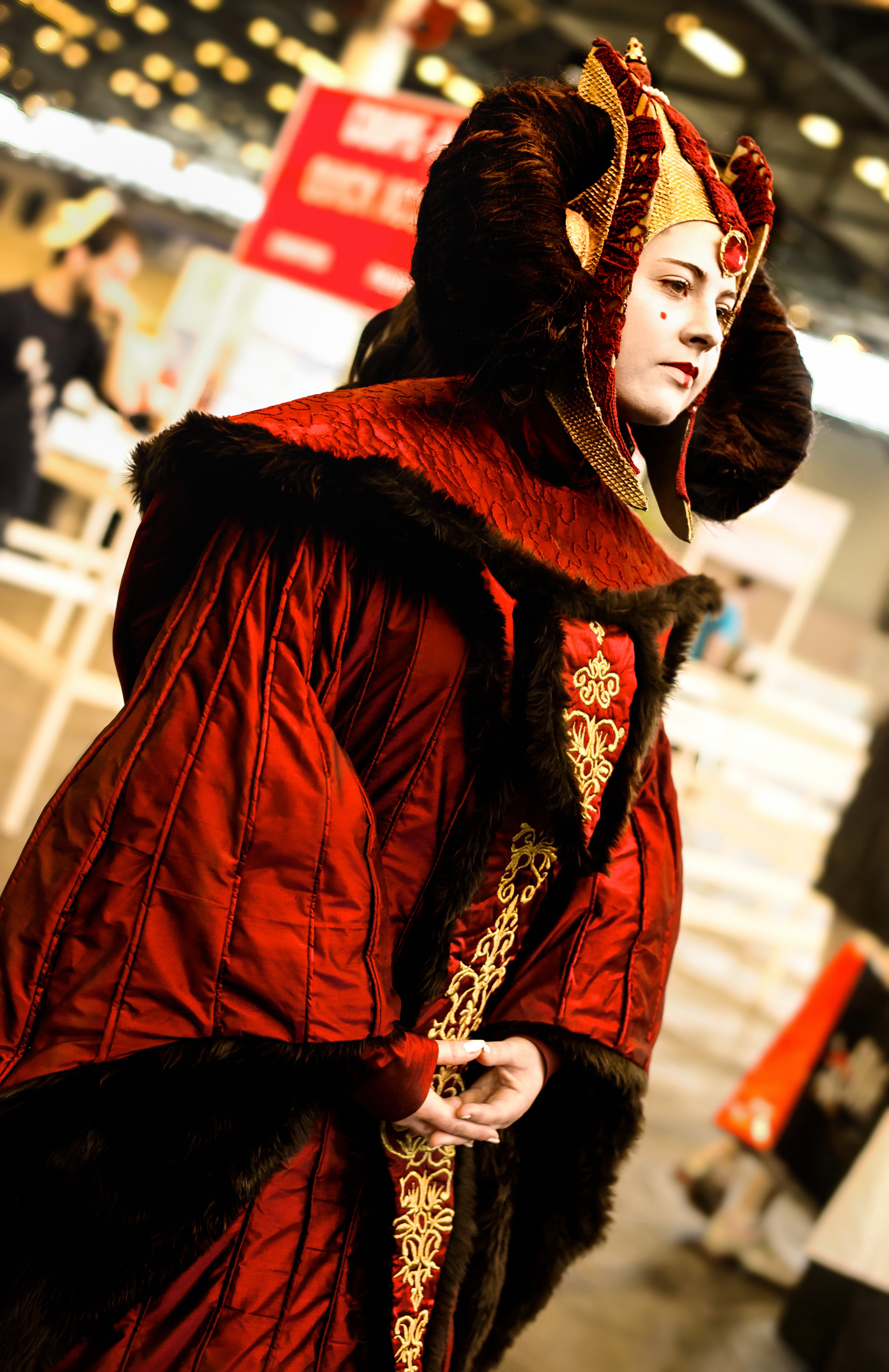
パドメ・アミダラのコスプレ、スター・ウォーズシリーズ（フランス）
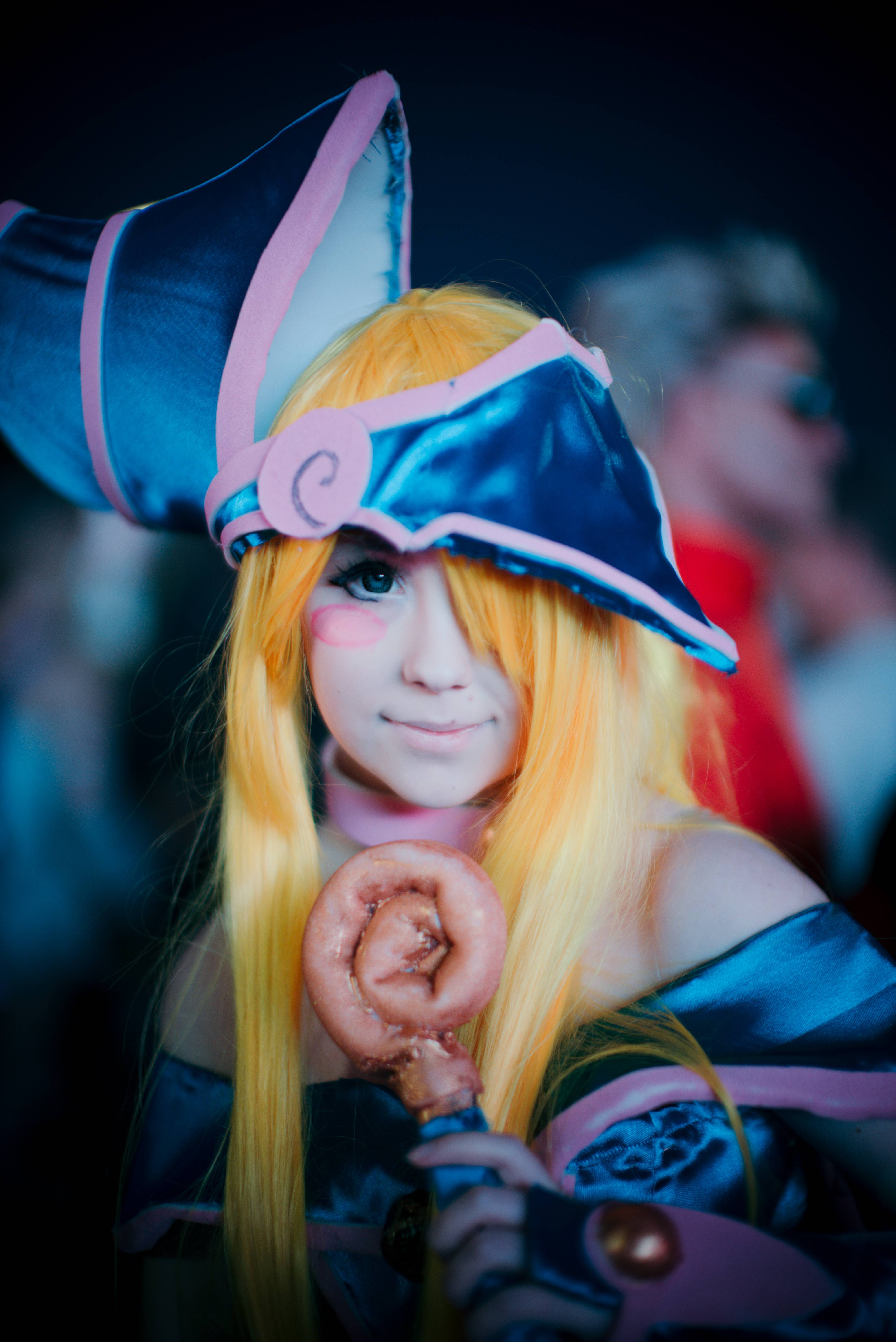
遊☆戯☆王より、ブラックマジシャンガールのコスプレ
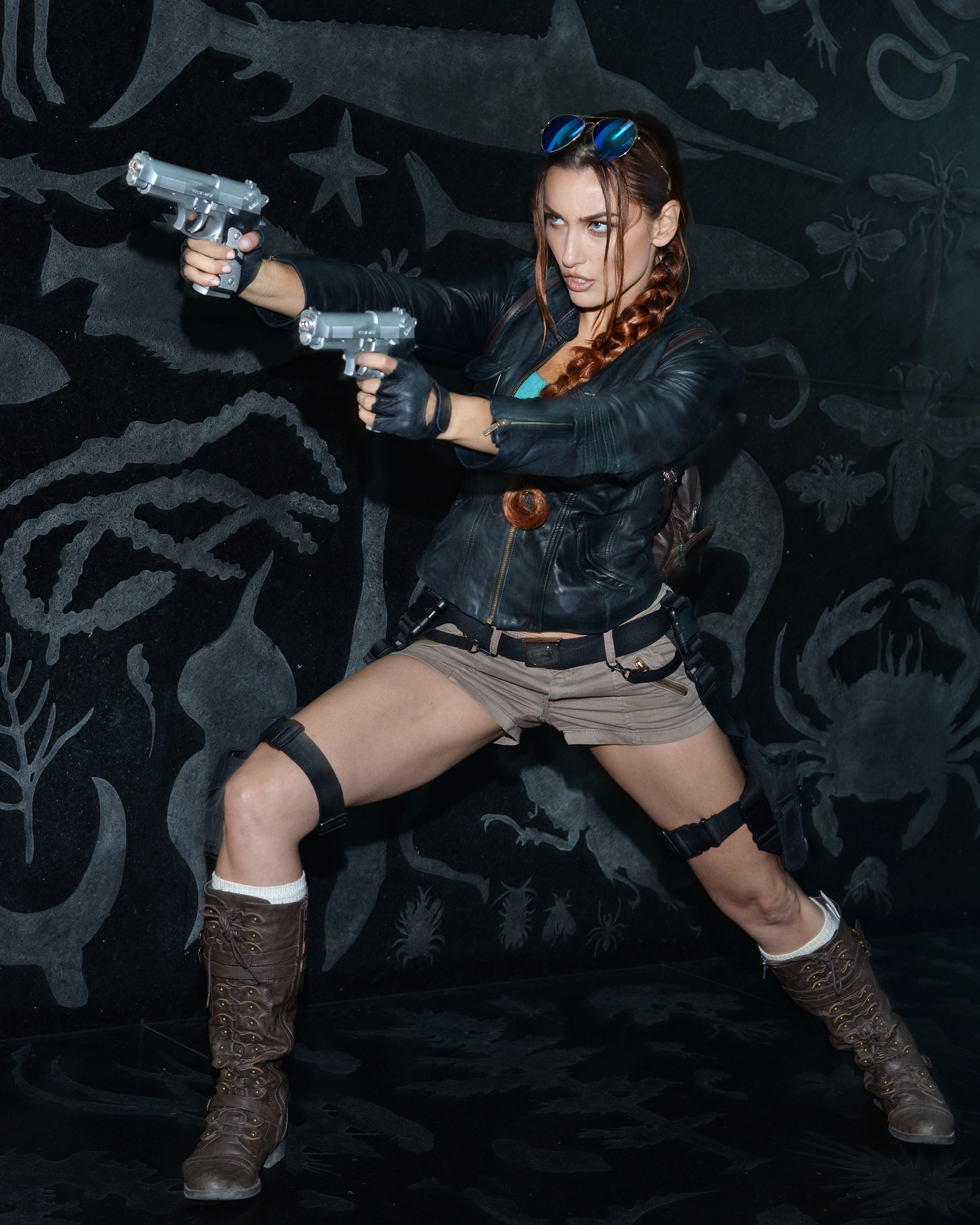
ララ・クロフトのコスプレ
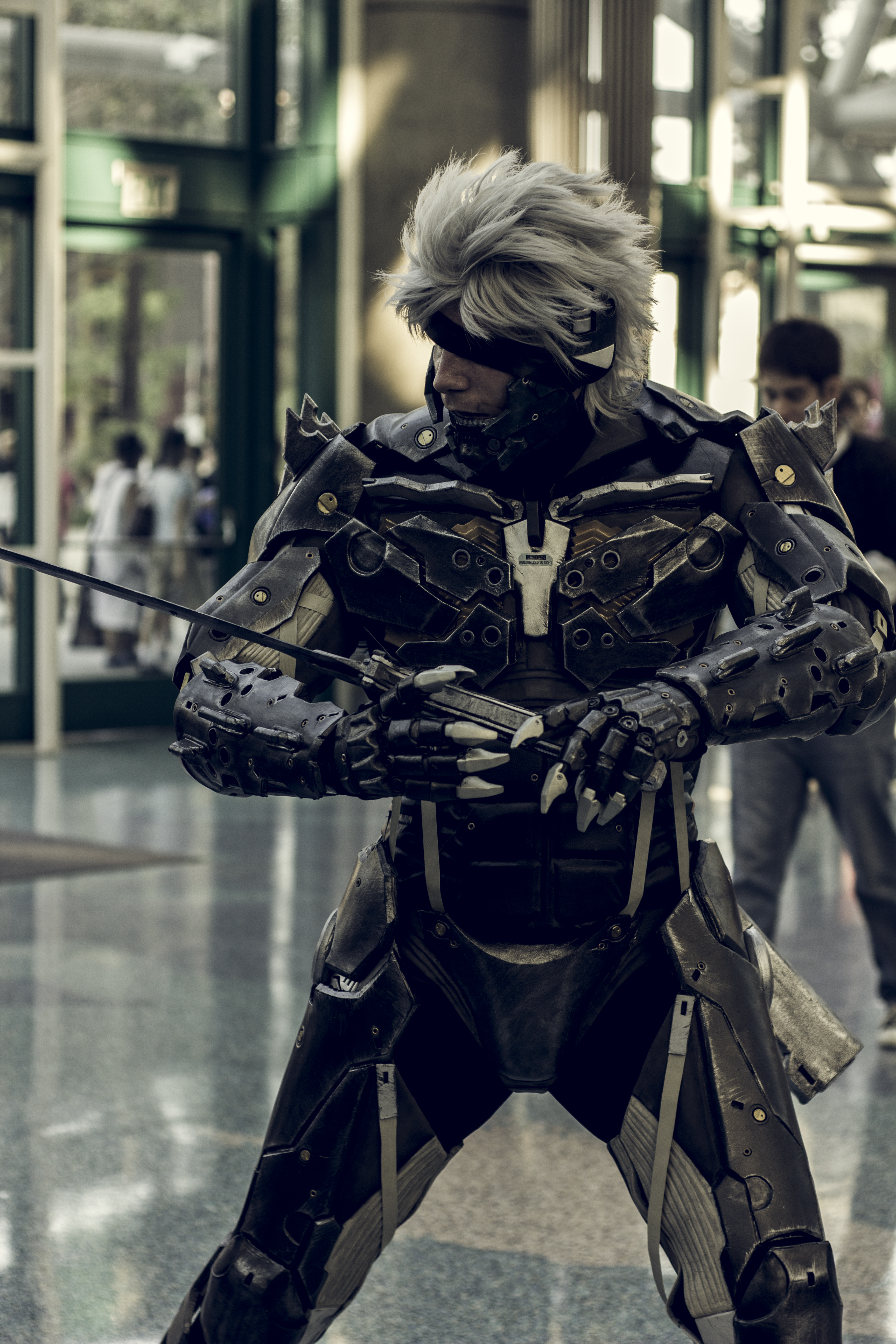
雷電 (メタルギアシリーズ)のコスプレ、アニメ・エキスポ
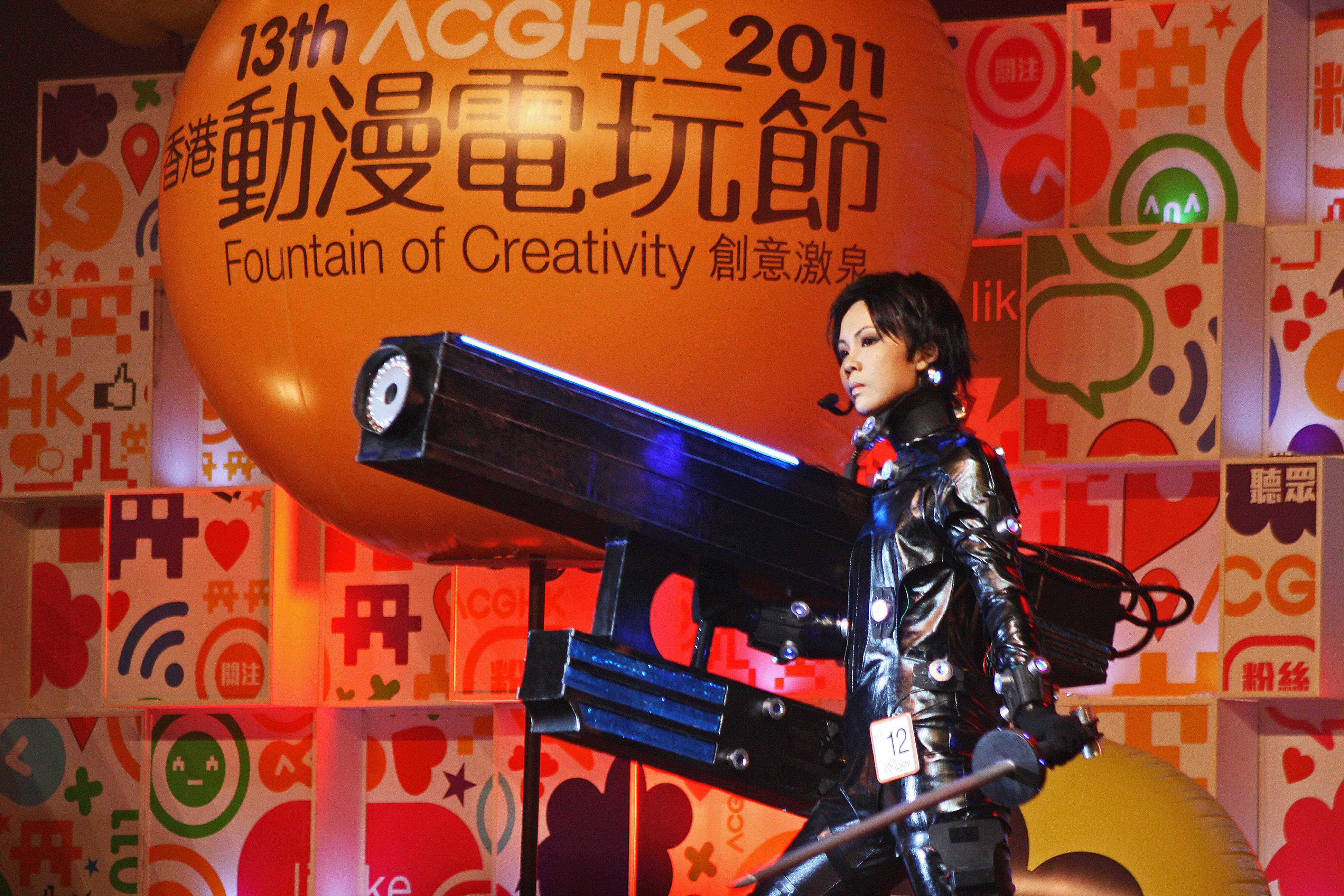
GANTZのコスプレ、C3 in hong kong
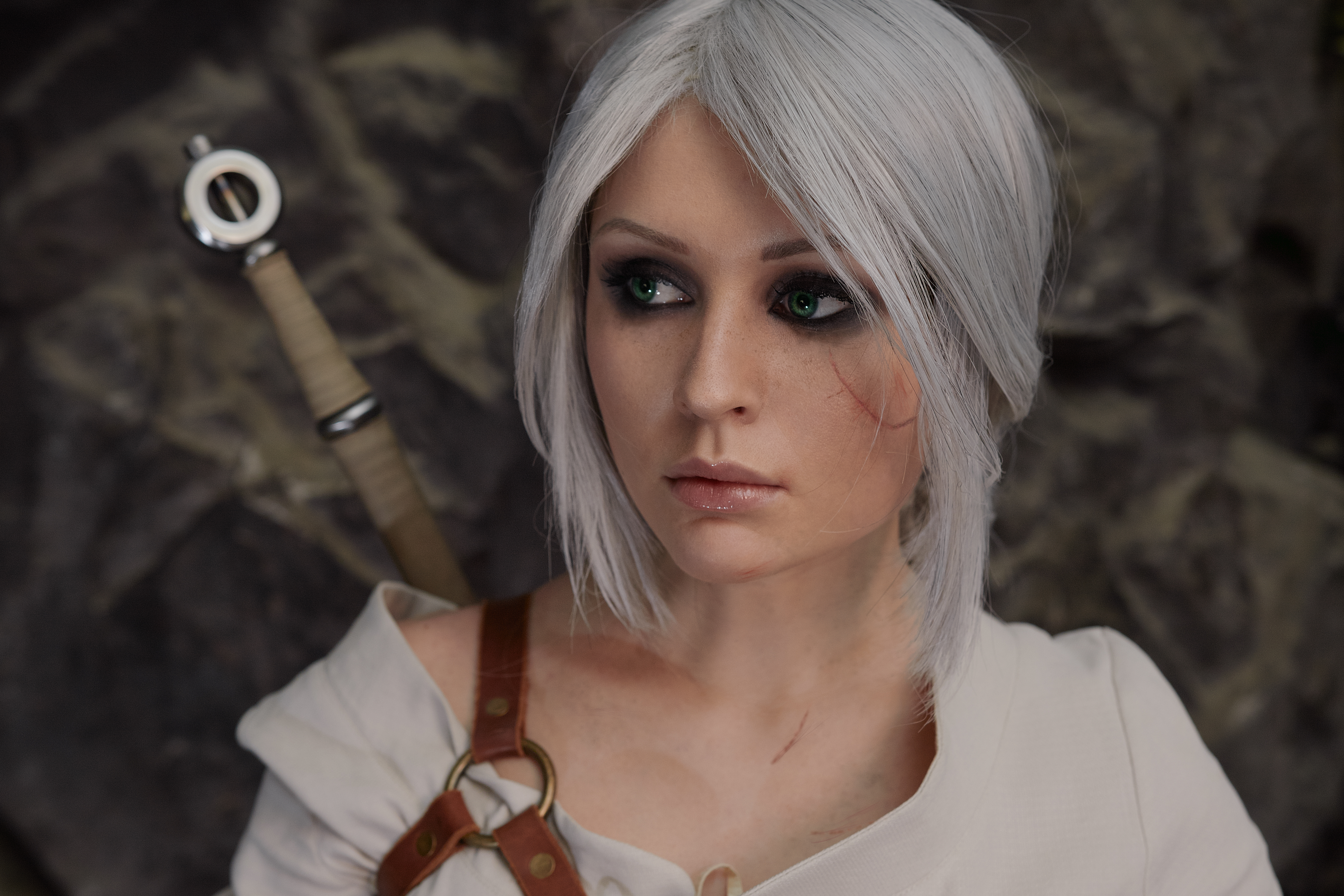
シリ、ウィッチャー3 ワイルドハントのコスプレ
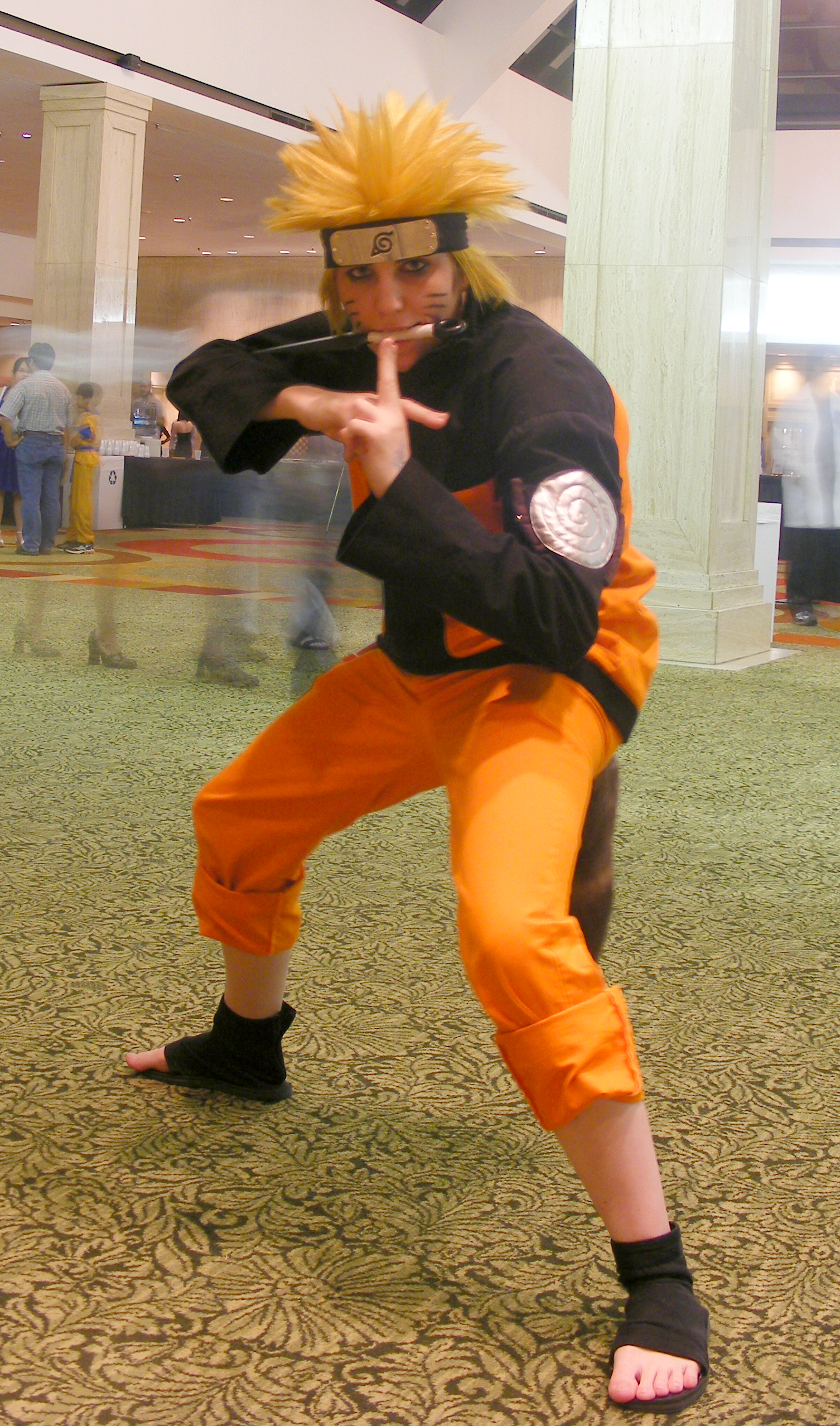
うずまきナルトのコスプレ

## コスプレの分類
「キャラクターになりきること」を目的としているため、漫画、アニメ、ゲーム他の分類とコスプレの分類も一致する。「見せるためのコスプレ」という側面から派生した物もある。特定の職種や固有の制服を有する団体・企業のコスプレも見られる。

### 漫画・アニメ・ゲーム系

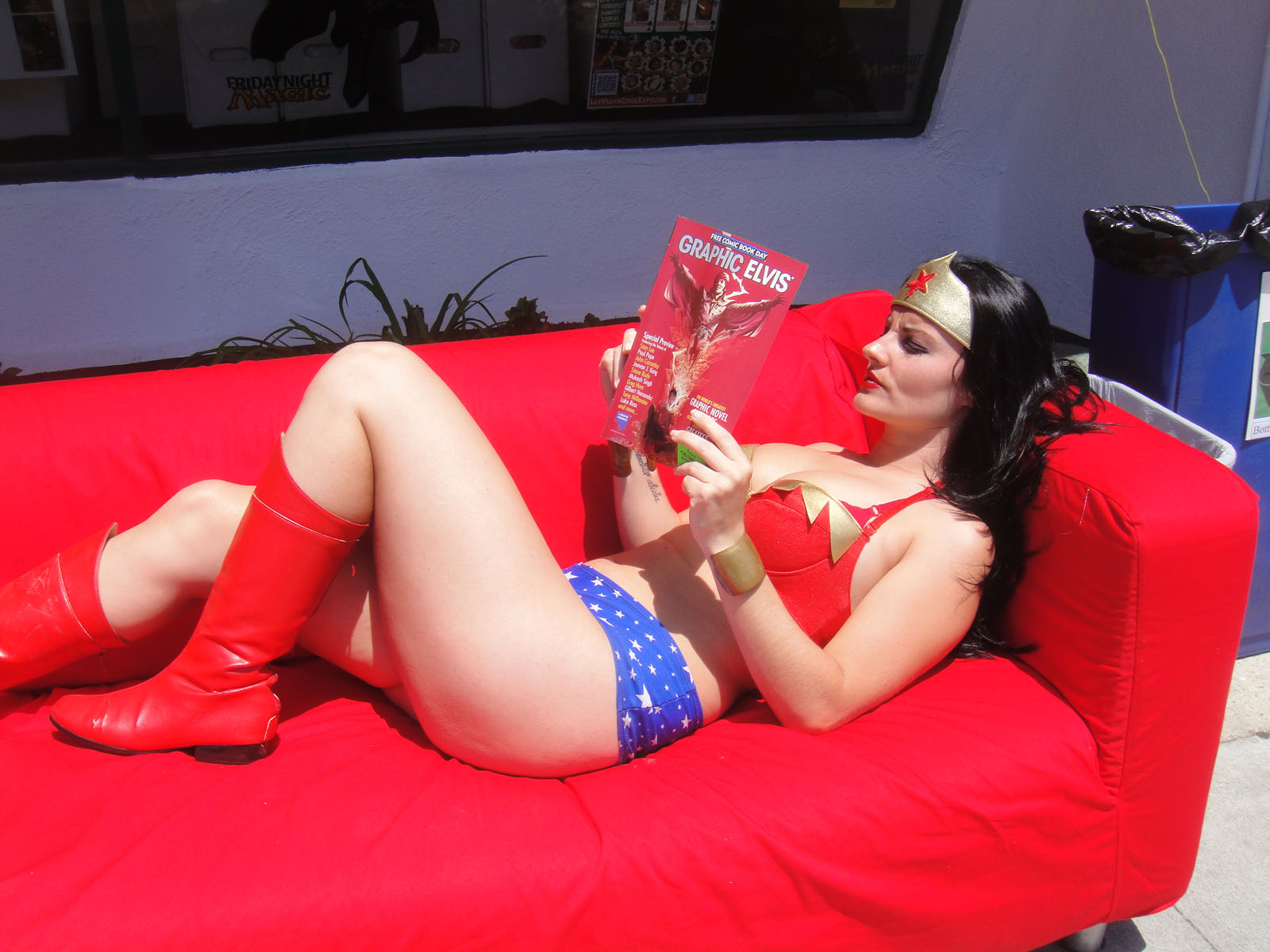
ワンダーウーマンのコスプレ

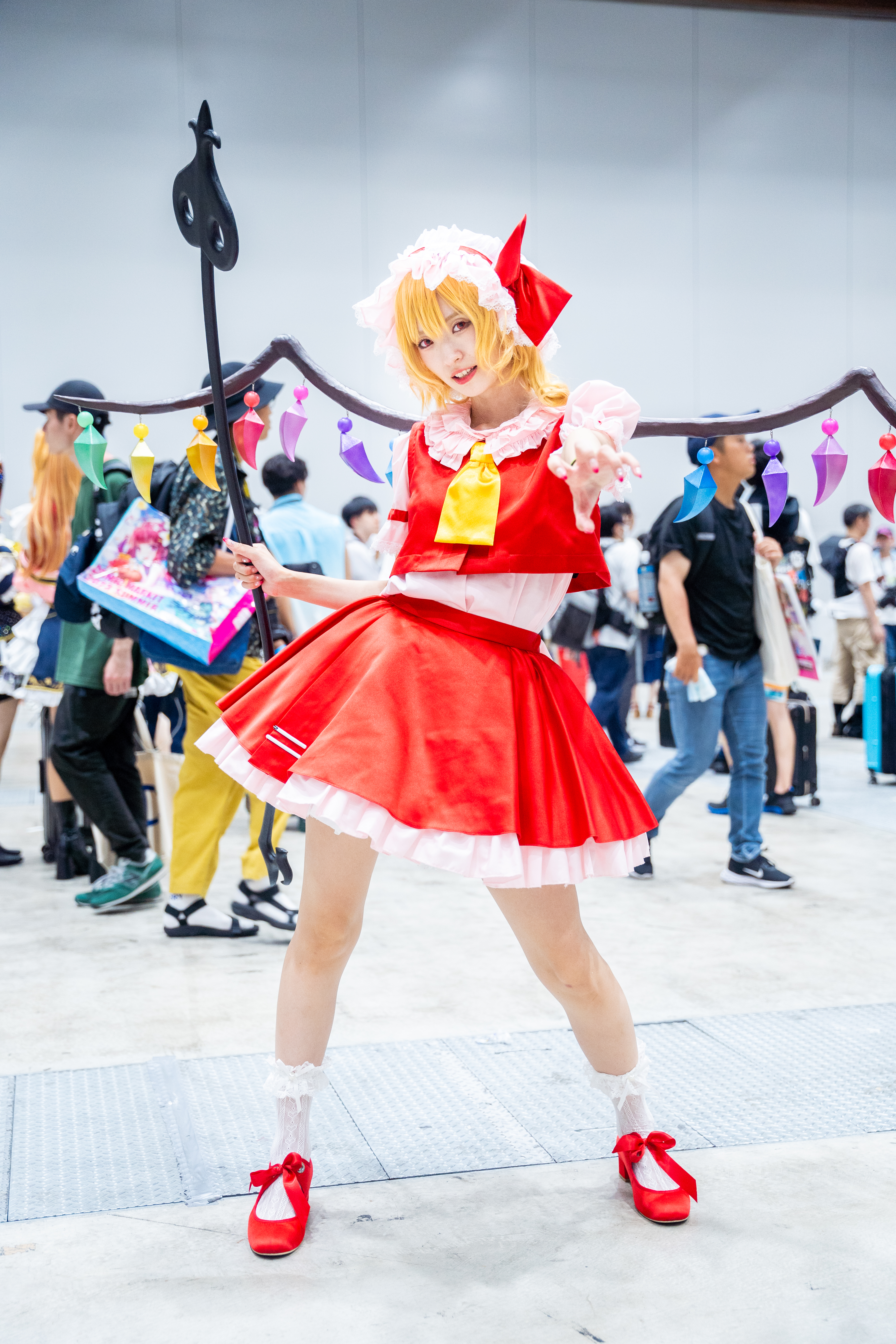
紅魔郷フランドールのコスプレ

各作品の登場人物の衣装や持ち物を個別に再現した物がコスチュームとして製作されるほか、特定のキャラクターの衣装ではなく、登場人物の通う学校や所属する組織の制服を再現した物も存在する。
- 漫画・アニメ・ゲームキャラクター
- 魔法少女
- アイドル（ラブライブ!、うたの☆プリンスさまっ♪など）
- SF
- 歴史系（真・三國無双シリーズ、戦国無双シリーズ、戦国BASARAシリーズなど）
- 特撮系
- ライトノベル
- ディズニーキャラクター
- スタジオジブリキャラクター

### その他
- 映画・ドラマ
- 歴史・時代劇（三国志など）
- 甲冑
- 芸能系
  - ヴィジュアル系バンド

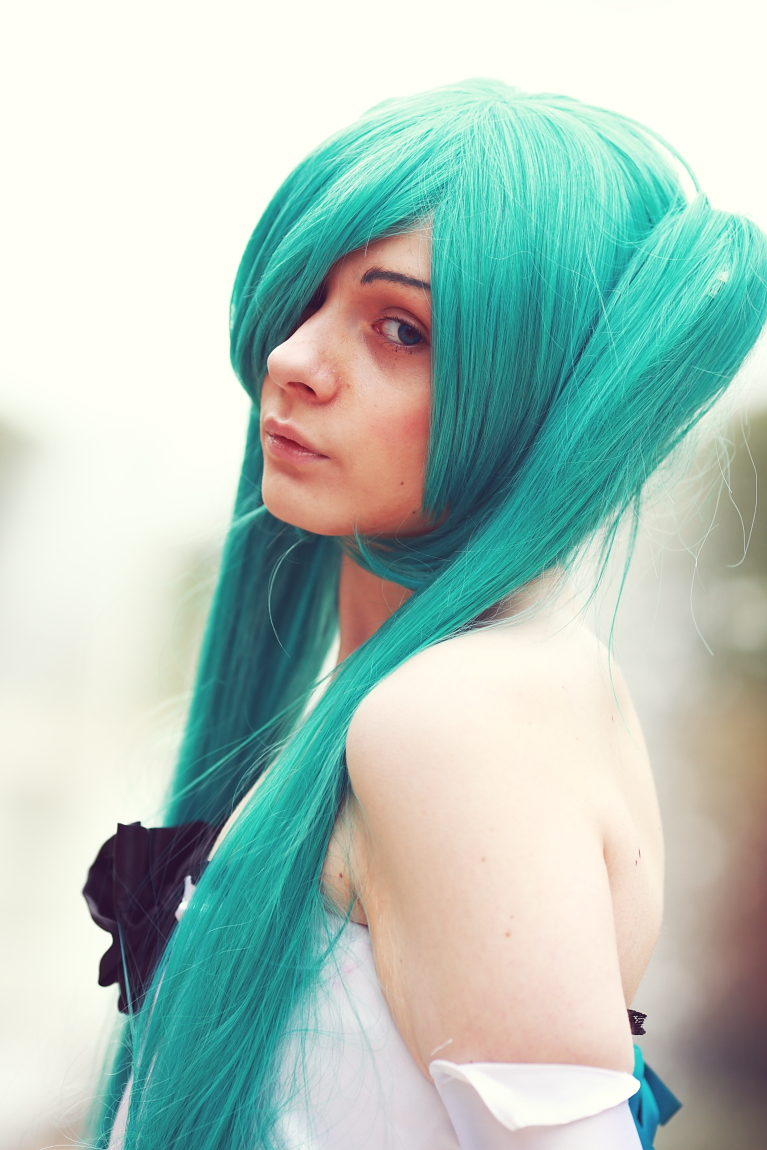
VOCALOIDの初音ミクのコスプレ

  - アイドル（ハロプロ系、AKB48グループ系、ジャニーズ系など）
  - お笑い芸人
  - 声優
- VOCALOID
- 同人コスプレサークル
  - 自宅警備隊 N.E.E.T.など
- 擬人化
  - 着ぐるみなどを用いず、ロボットや動物のキャラクターをイメージしたコスチュームを着用したもの。猫耳など
  - 鉄道擬人化 京急たん、ファステックたん、千九公主〔香港九鉄SP1900形電車〕など
- ドーラー（Doller）

アニメキャラを模した仮面とコスプレ衣装を着用したもの
- 着ぐるみ

ロボットや動物系キャラクターなどの着ぐるみを装着、もしくは特撮ヒーローのスーツを着用したもの
- 時事、インターネットミーム

## コスプレに利用される道具
- 衣装、手袋、靴下、靴、架空の装身具など

キャラクターを模した既成品、手作り、またはオーダーメイド、一般向け製品の流用・改造などがある。
- ウィッグ、染髪

キャラクターの髪色、髪型を再現するために使用される。自身の髪を利用する場合と、髪をすべてウィッグの中に隠してしまう手法がある。
- カラーコンタクトレンズ、つけまつげ、マニキュア、ボディペイント
- 化粧
- ブラジャー、ナベシャツ

バストサイズの異なるキャラクター、または女装・男装に扮する場合に胸のサイズを増減するために利用される。
- 肉襦袢
- 武器、モデルガン、模擬刀、など

ここに挙げたものは一部で、キャラクターの表現のために様々な手法がある。

## 関連作品

### ドラマおよびドラマ化された作品
- 『その着せ替え人形は恋をする』（2024年秋、毎日放送）  - 原作は2018年よりヤングガンガン連載の同名の漫画

### アニメおよびアニメ化された作品
- 『こすぷれCOMPLEX』（2002年、OVA）
- 『その着せ替え人形は恋をする』（2022年冬・2025年夏、TOKYO MXほか）  - 原作は2018年よりヤングガンガン連載の同名の漫画
- 『2.5次元の誘惑』（2024年夏秋、TOKYO MXほか） - 原作は2019年より少年ジャンプ+の同名の漫画